# Relations de Wilhelm Furtwängler avec le régime nazi

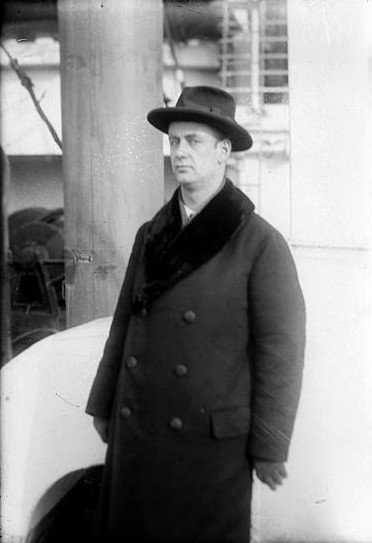
Wilhelm Furtwängler.

Une grande partie de la vie personnelle et professionnelle du compositeur et chef d'orchestre allemand Wilhelm Furtwängler (1886-1954) fut marquée par le contexte historique de la montée puis de l'apogée du nazisme. Sa renommée lui permit de bénéficier d'une réelle protection de la part des dignitaires nazis, mais cela lui valut également de faire face à des accusations de compromissions avec le régime.
Il fut toutefois blanchi de ces accusations en 1946 après avoir démontré qu'il n'avait jamais approuvé la politique nazie et qu'il avait soutenu de nombreuses personnes d'origine juive.

## La montée du pouvoir nazi

### La volonté de récupération
Wilhelm Furtwängler était devenu, bien avant l'arrivée des Nazis au pouvoir, le plus grand chef d'orchestre d'Allemagne et le principal symbole de la grande tradition musicale allemande. Bien que Furtwängler ne s'intéressât que très peu à la politique, il participa, avec l'orchestre philharmonique de Berlin, à certains concerts officiels de la république de Weimar par exemple en juillet 1927 et 1928 pour l'anniversaire de la constitution organisé surtout par les socio-démocrates . Il refusa néanmoins de participer à l'anniversaire de la fondation du Reich prussien dans la galerie des glaces à Versailles organisée par les conservateurs le 18 janvier 1928. De façon générale, il répétait, en privé, sans arrêt, que politique et art n'ont rien à voir ensemble, formule qu'il reprendra souvent lorsqu'il s'opposera aux mesures prises par les Nazis dans le domaine culturel.
Bien qu'il s'opposât très rapidement à la politique raciale des Nazis, Furtwängler fut relativement bien traité et occupa une position enviable dans les milieux culturels du Troisième Reich. Il était, en effet, le chef d'orchestre préféré d'Adolf Hitler et de Joseph Goebbels et ce, bien avant leur arrivée au pouvoir. Furtwängler était, comme Richard Strauss, considéré par les Nazis comme un « trésor national » et à ce titre devait absolument être protégé et utilisé pour glorifier le peuple allemand. Comme Strauss, il bénéficiait d'un statut très particulier : Goebbels choisit de fermer les yeux sur certaines positions qu'il n'aurait jamais acceptées venant d'autres personnes. Ainsi en 1938, peu de temps après l'Anschluss, lorsque Furtwängler arriva dans le hall d'entrée du Musikverein de Vienne, il vit qu'un drapeau avec une énorme croix gammée avait été ajouté. Il refusa de diriger tant qu'il n'avait pas été enlevé, ce qui fut fait. Les actes de ce genre étaient normalement passibles de la peine de mort, mais il ne fut pas inquiété. Ce statut particulier provient également du fait qu'au-delà des qualités artistiques de Furtwängler ou Strauss, les nazis les considéraient suivant leurs critères raciaux comme de « purs aryens ».

### De nombreuses relations avec les personnes d'origine juive
Parmi les idées circulant chez les nazis, on trouve le culte de la grande musique allemande accompagné de la théorie selon laquelle il y avait une incompatibilité absolue entre cette musique et les Juifs : d'après eux, les Juifs ne pourraient jamais comprendre la musique allemande et ne pouvaient que la « polluer ». Cette théorie avait déjà été formulée par Richard Wagner dans ses écrits antisémites. Sa belle-fille, Winifred Wagner, qui reprit la direction du festival de Bayreuth en 1930, y croyait sérieusement et se fâcha avec Furtwängler à ce propos durant le festival de 1931. Elle déclara en 1933 : « le fait que M. Furtwängler ait des sympathies pour les juifs est clairement prouvé par la lettre qu'il a écrite au Dr Goebbels [en 1933]. De plus, il collabore depuis seize ans avec Berta Geissmar, qui est juive, et nos premiers désaccords à Bayreuth en 1931 eurent comme trame de fond la presse contrôlée par la Juiverie ». Or, si Hitler et les dirigeants nazis voyaient en Furtwängler le maître de la musique allemande dans la pure tradition aryenne, ils semblaient ignorer qu'une grande part de la compréhension que Furtwängler avait acquise de cette musique allemande provenait de sa collaboration avec le musicologue Juif viennois Heinrich Schenker.
Furtwängler travaillait directement avec des musiciens juifs comme Arnold Schönberg, Yehudi Menuhin, Artur Schnabel ou encore Gregor Piatigorsky et plusieurs musiciens de son orchestre dont son premier violon. Fred Prieberg a retrouvé le carnet d'adresses que Furtwängler utilisait constamment durant la période 1922-1933 révélant ainsi toutes les relations du chef d'orchestre. Le carnet contenait la liste de tous les magasins, médecins, centres de sport, tailleurs, etc. fréquentés par Furtwängler ainsi qu'une très longue liste de personnes du monde de la musique, du théâtre, de l'université, de la politique et même les banquiers de Furtwängler. Fred Prieberg a remarqué que, curieusement, le chef d'orchestre arrêta brutalement l'utilisation de son carnet en 1933 ne rajoutant plus que les références des principaux dirigeants nazis par la suite. L'historien a décortiqué en détail tout le carnet trouvant un très grand nombre de noms d'origine juive, non seulement dans le domaine des arts mais aussi dans la vie quotidienne. Il semble même avoir bien connu plusieurs membres de la famille Warburg (dont Paul, Erich et Felix), les banquiers juifs les plus haïs des Nazis avec les Rothschild. Fred Prieberg en a déduit que Furtwängler a cessé d'utiliser et de porter constamment ce carnet en 1933 tant il prouvait clairement ce que les nazis prétendaient dès cette époque, à savoir que « Furtwängler était un ami des Juifs ». Les formules telles que « Furtwängler est bien disposé vis-à-vis des Juifs », « Furtwängler est anti-national » ou « Furtwängler n'est pas fiable politiquement » se retrouvent dans plusieurs rapports réalisés par les Nazis vers 1933 et retrouvés par Prieberg,.
L'assistante de Furtwängler pendant la période 1915-1935, Berta Geissmar, était d'origine juive. Elle était tellement proche de Furtwängler qu'elle raconta que les Nazis menèrent une enquête en 1933 pour savoir si elle était sa maîtresse. Elle venait d'une famille très cultivée qui avait eu des liens avec les familles Brahms et Strauss. Après une thèse en philosophie, elle était devenue la principale collaboratrice de Furtwängler. C'est elle qui organisait toute la vie de l'orchestre de Berlin traitant d'égal à égal avec les ambassadeurs et les plus grands chefs d'orchestre. En particulier, c'est elle qui organisa l'entretien entre Mussolini et Furtwängler en 1934, lors de la tournée de ce dernier en Italie ce qui déclencha la fureur des dirigeants nazis. D'après B. Geissmar, Mussolini et Furtwängler passèrent leur temps à dire tout le mal qu'ils pensaient d'Hitler. Furtwängler réussit à la protéger jusqu'en 1935. Il l'aida ensuite à partir d'Allemagne et la recommanda à Thomas Beecham dont elle devint la secrétaire. 
Berta Geissmar écrivit en 1943 à Londres dans son livre sur Furtwängler : « Bien qu'il ait décidé de rester en Allemagne, il est certain que Furtwängler n'était pas un nazi [...] Nous avions une ligne privée pour nous téléphoner. Il m'appelait souvent avant de se coucher et je lui racontais des histoires pour le détendre ou nous parlions parfois de politique. L'une des principales charges utilisées plus tard par les Nazis contre Furtwängler et moi-même est le fait qu'ils prétendaient avoir enregistré ces conversations. Je n'aurais jamais pensé une telle chose possible. [...] S'ils ont fait ça, leurs oreilles ont dû exploser et ce n'est pas surprenant qu'ils l'aient mis sur liste noire et l'aient séparé de moi. »

### Relations tendues avec le pouvoir nazi
Dès l'arrivée au pouvoir des nazis en 1933, Furtwängler se montra très critique à leur encontre.
Furtwängler rencontra pour la première fois Adolf Hitler à l'hôtel Kaiserhof en 1932. Hitler, comme Joseph Goebbels, avait une très haute opinion de Furtwängler en tant que chef d'orchestre et souhaitait discuter avec lui du festival de Bayreuth. En effet, Hitler voulait absolument le convaincre d'être le principal chef d'orchestre au festival de Bayreuth de 1932 comme il l'avait été en 1931. Furtwängler ne voulait pas car il s'était fâché avec Winifred Wagner. La dispute avec elle provenait entre autres de ses positions antisémites et ultra-nationalistes. Furtwängler finira par rejouer à Bayreuth par la suite mais sera toujours en termes exécrables avec elle,.
Après cette rencontre, Furtwängler déclara à propos d'Hitler :

« Cet homme a une multitude d'idées marginales et fort conventionnelles sur l'art. Sa médiocrité m'aurait effrayé, si je n'avais pas été persuadé que jamais [il] ne parviendrait au pouvoir. »

André François-Poncet, l'ambassadeur de France à Berlin le rencontra peu de temps après et lui demanda : « vous lui avez parlé ? ». Furtwängler lui répondit d'un air surpris : « vous le connaissez ? ». François-Poncet sourit et lui répondit : « Oui, je l'ai rencontré. Un homme étrange. Il m'a donné l'impression d'un croisement entre Jeanne d'Arc et Charlie Chaplin! ... Et vous, quelle impression vous a fait Hitler? ». Furtwängler répondit : « Lui ... ? En fait, il ne m'a fait aucune impression du tout ». 
Furtwängler ajouta, début 1933, toujours à propos d'Hitler : « Jamais ce camelot chuintant ne jouera un quelconque rôle important en Allemagne,,. » Pourtant Hitler venait déjà d'être nommé chancelier.
Fred Prieberg décrivit longuement Furtwängler comme un « idéaliste » vivant en grande partie déconnecté de la réalité. Ceci est confirmé par Berta Geissmar qui écrivit qu'elle et lui ne vivaient que pour l'art et n'avaient jamais pris au sérieux Hitler. Lorsque ce dernier arriva au pouvoir, elle raconta que jamais Furtwängler n'aurait pensé qu'Hitler allait se mêler de son travail d'artiste et que pendant longtemps Furtwängler était persuadé que le régime nazi allait disparaître et ne serait qu'un épisode de courte durée dans l'histoire de l'Allemagne.
Furtwängler assista à l'arrivée au pouvoir d'Hitler sans changer quoi que ce soit à ses concerts. En particulier, il continua à programmer de la musique de compositeurs juifs comme Mendelssohn et à faire jouer des solistes juifs allemands comme son premier violon Szymon Goldberg, les violoncellistes Joseph Schuster et Nicolai Graudan,. Il dirigea Les Maîtres Chanteurs de Nuremberg le 21 mars 1933 devant le Führer et le maréchal Hindenburg le lendemain de l'annonce de la fondation du nouveau Reich par Hitler. À la fin du concert, Furtwängler, « pâle comme un mort », serra la main du nouveau chancelier. Le concert eut lieu en présence de représentants de nombreux partis et, comme l'expliqua Fred Prieberg, n'avait pas plus de dimension politique que les concerts officiels sous la république de Weimar. Pour souligner la totale inconscience dans laquelle se trouvaient Furtwängler et Berta Geissmar à ce moment, cette dernière a expliqué qu'elle s'était assise comme d'habitude aux premières loges très proche d'Hitler alors qu'elle était juive.
Le 7 août 1934, Hitler organisa une très grande cérémonie à Tannenberg pour y enterrer le président Hindenburg. Hitler voulait absolument que Furtwängler vienne pour y diriger l'Eroica de Beethoven, ce qui aurait été le clou de l'événement. Mais les dirigeants nazis s'aperçurent que Furtwängler avait complètement disparu. La presse fit courir le bruit que Furtwängler vivait une aventure avec une aristocrate polonaise mais la vérité était qu'il s'était caché pour ne pas revivre la situation du 21 mars 1933,.
Fred Prieberg a expliqué qu'en 1933, l'orchestre de Berlin était en faillite complète avec d'énormes déficits qui n'étaient acceptés par l'état allemand que parce qu'il s'agissait du plus grand orchestre d'Allemagne. Cela donnait une marge de manœuvre très faible pour Furtwängler car il avait besoin de l'argent du pouvoir en place pour son orchestre et donc des Nazis désormais.
Les Nazis se mirent très rapidement à intervenir dans le domaine de la musique. Ils annulèrent une tournée importante de l'orchestre de Berlin avec Bruno Walter en raison de ses origines juives. Il leur fallait trouver un remplaçant qui devait prouver que l'Allemagne n'avait pas besoin d'artistes juifs comme Walter. Les Nazis demandèrent donc à Furtwängler de le remplacer pour cette tournée ce qu'il refusa catégoriquement en dépit des graves problèmes financiers de l'orchestre. C'est Richard Strauss qui finalement accepta de prendre la place de Walter et profita de la tournée pour mettre en valeur sa Sinfonia Domestica.
Comme les Nazis prirent des mesures contre ses collègues comme Bruno Walter, Otto Klemperer et Max Reinhardt, Furtwängler prit publiquement leur défense. Il écrivit une lettre ouverte à Goebbels pour s'opposer aux mesures raciales dans le domaine des arts :

« Je ne reconnais, au fond, qu'une seule ligne de séparation : celle qui existe entre l'art de qualité et l'art sans qualité ! Mais, tandis que l'on trace maintenant des lignes de séparation entre juifs et non-juifs, même là où l'attitude politique des intéressés ne donne lieu à aucune objection, que ces traits sont tirés de façon théorique et implacable, on finit par oublier l'autre ligne de séparation, décisive, celle-là, entre la qualité et l'absence de qualité,. »

Il insista, en conclusion, sur le fait que des musiciens Juifs Joseph Joachim ou Mendelssohn faisaient pleinement partie de la grande tradition musicale allemande, affirmations incompatibles avec l'idéologie nazie. Mais la distinction qu'il sembla établir entre « bons Juifs et mauvais Juifs » a parfois été perçue comme un signe d'antisémitisme, alors qu'il expose une distinction artistique valable pour les non-Juifs. Il expliqua précisément que si le départ d'Allemagne des « artistes [Juifs] déracinés et destructeurs qui ne cherchent à se faire valoir que par le kitsch ou la virtuosité » (formulation qui lui sera reprochée après la guerre) est souhaitable pour l'Allemagne (il rajoute juste après « comme malheureusement, le font de nombreux non-Juifs»), celui des musiciens Juifs de qualité sera une catastrophe pour le pays. Furtwängler reçut un très grand nombre de lettres de soutien, beaucoup d'Allemands espérant qu'il allait pouvoir stopper la politique antisémite dans le domaine musical. La lettre de Furtwängler fut d'ailleurs interprétée par les nazis comme le plaçant du côté des Juifs (voir, entre autres, la citation de Winifred Wagner ci-dessus qui fait référence à la lettre de 1933). Goebbels, embarrassé par la prise de position de Furtwängler, y répondit publiquement,,. Comme l'expliqua l'historien F. Preiberg, cette lettre publique de Furtwängler prouvait que si les concepts de nation et de patriotisme avaient un sens profond pour Furtwängler, « la notion de race ne siginifait rien pour lui ». 
Furtwängler pensait pouvoir agir concrètement pour infléchir la politique culturelle allemande et cherchait à protéger des musiciens Juifs, comme ses collègues qu'il cita explicitement dans la lettre ou les musiciens Juifs de son orchestre. En ce qui concerne les musiciens Juifs en général son point de vue fut clairement exprimé dans un autre texte de la même année : « la vie des concerts ne peut se faire sans les gens d'origine juive, dans tous les cas. [Les faire partir d'Allemagne] serait comme opérer un patient et le faire mourir ». 
En 1933, Furtwängler invita des musiciens juifs de très haut niveau, comme Artur Schnabel, Gregor Piatigorsky ou Yehudi Menuhin, pour jouer avec lui en Allemagne,. Ils refusèrent tous. Le seul musicien qui accepta l'invitation de Furtwängler, Alfred Cortot, n'était pas juif. Ces invitations n'avaient pas qu'un caractère symbolique pour Furtwängler : il pensait pouvoir ainsi infléchir la politique culturelle du nouveau régime. C'est pour cette raison qu'il accepta de nombreux postes en 1933 : par exemple Staasrat (« conseiller d'état ») de Prusse, conseil créé par Göring et vice-président du Reichsmusikkammer (Chambre de la musique du Reich) créé par Goebbels et dont Richard Strauss était le président. Berta Geissmar confirma que Furtwängler accepta ces postes uniquement pour essayer d'infléchir la politique culturelle et de protéger les musiciens juifs et elle déclara que cela aurait été une grave erreur de les refuser Il nota, cette année-là, dans son carnet personnel : « Hitler. Comme il y a des postes à pourvoir à nouveau maintenant, l'afflux des fâcheux est très grand. C'est dangereux pour la musique. L'appartenance politique introduit une fausse relation dans le jugement artistique. La beauté doit rester le seul critère ! [...] Je ne puis être efficace que dans l'action. Les Juifs ont tout de suite compris la raison de mon attitude. »
En effet, à partir de la période 1933-34, Furtwängler offrit son soutien à de nombreuses personnes menacées, comme son épouse raconta par la suite :

« À partir de 1933, sa loge commença à s'emplir de gens qui ne venaient pas seulement pour le congratuler, mais aussi pour lui demander des conseils, de l'aide, et cela constamment. Parmi eux, nombre d'étrangers dont il ignorait tout. […] Son aide […] profitait essentiellement aux petites gens, aux obscurs frappés par les persécutions raciales ou politiques, et qui ne peuvent bénéficier d'aucun autre appui. »

Les Nazis en avaient parfaitement conscience. Un courrier du ministère-directeur Georg Gerullis envoyé à Goebbels en 1934 contenait cette phrase : « Pouvez-vous me citer un seul Juif pour lequel Furtwängler n'intervienne pas ? »,, Un des membres de la direction du département de musique de la BBC confirma avoir vu arriver en Angleterre un très grand nombre de musiciens juifs, quel que soit leur niveau, avec tous des lettres de recommandation de Furtwängler. Mais les dirigeants nazis avaient peur que Furtwängler ne parte ce qui aurait été une perte considérable pour la vie musicale allemande. Hitler et Goebbels donnèrent des ordres précis pour « ménager » le chef d'orchestre et pour écouter poliment toutes ses requêtes en faveur de personnes juives. Les clauses d'« aryanisation » de la vie culturelle ne furent pas appliquées à l'orchestre de Furtwängler ni à son entourage dans un premier temps. Cela eut pour effet que Furtwängler eut l'illusion durant la période 1933-34 qu'il pouvait encore réorienter la politique culturelle allemande.
Furtwängler demanda donc une audience à Hitler en 1933. Il prépara un « plan » avec Berta Geissmar pour essayer de convaincre Hitler de changer sa politique culturelle. Ils préparèrent un texte ensemble qui devait servir de base de discussion avec Hitler et qui fut envoyé au dictateur. Le titre du texte, « comment combattre les Juifs dans le domaine de la musique », avait pour seul but d'appâter Hitler. Comme le dit Fred Prieberg, le texte était tout sauf une lutte contre les Juifs mais au contraire un plaidoyer pour les garder dans le monde de la musique allemande. Furtwängler développait le raisonnement suivant : si les Juifs avaient pu dénigrer la grandeur du peuple allemand par le passé, il fallait par tous les moyens leur montrer, ainsi qu'au monde entier, que dans le domaine des Arts, ils n'avaient rien à envier aux autres. En conséquence, ils devaient reconnaître la qualité des artistes juifs et les conserver en Allemagne pour mener une grande politique culturelle. Il s'ensuivait une longue liste de musiciens juifs incluant le violoniste Carl Flesch, le compositeur Arnold Schönberg, l'historien de l'art Curt Sachs, les musiciens juifs de l'orchestre de Berlin (six Juifs et deux « demi-Juifs ») etc. qu'il fallait absolument garder en Allemagne. Furtwängler ne cessera d'utiliser l'argument de l'image de l'Allemagne à l'étranger pour essayer de faire changer d'avis les dirigeants nazis par la suite. Alors que les Nazis savaient que Furtwängler soutenait de nombreuses personnes juives qui n'étaient pas de grands artistes, l'entretien eut bien lieu le 9 août 1933. Hitler n'écouta rien du raisonnement de Furtwängler et se lança dans un interminable monologue expliquant qu'il n'avait plus le pouvoir d'arrêter le « train de l'antisémitisme » qui s'était emparé du parti nazi. Furtwängler perdant patience, le volume augmenta rapidement.
Berta Geissmar déclara, dans son livre, qu'Furtwängler et Hitler « se hurlèrent dessus pendant plus de deux heures », Furtwängler oubliant complètement son stratagème. Elle écrivit, qu'après l'entretien, « [Furtwängler] m'a dit qu'il savait maintenant ce qu'il se trouvait derrière les mesures bornées d'Hitler : ce n'était pas seulement l'antisémitisme, mais le rejet de toute forme de pensée artistique, philosophique..., le rejet de toute forme de culture libre,. »

#### «Le cas Hindemith»

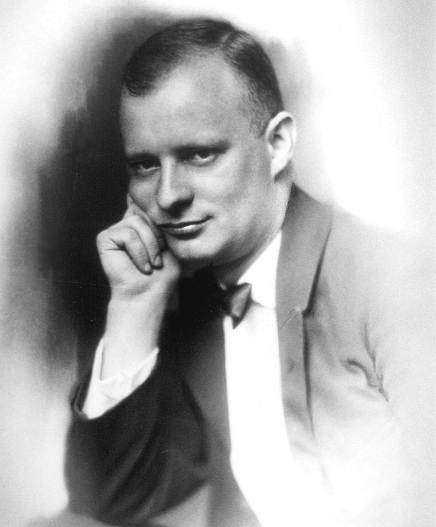
Paul Hindemith. La défense publique de Furtwängler de l'art d'Hindemith considéré comme un dégénéré par les nazis prit une tournure très politique. Joseph Goebbels note à de nombreuses reprises dans son journal personnel que Furtwängler aide « toujours et toujours » les juifs, les demi-juifs et « son petit Hindemith ».

En 1934, Furtwängler déclara publiquement que Hitler était un « ennemi du genre humain » et qualifia de « Schweinerei » (littéralement « cochonnerie », mot courant en allemand désignant une situation abjecte) la situation politique en Allemagne. Durant cette période, Furtwängler fut néanmoins invité à Mannheim avec l'orchestre de Berlin. Les autorités musicales de la ville lui firent remarquer que Szymon Goldberg, son premier violon, était juif et qu'il devait le renvoyer. Furtwängler ne céda pas et le premier concert se déroula avec son premier violon. Mais après le premier concert, un banquet était organisé et des Nazis lui reprochèrent son manque de « sentiment national ». Furtwängler se mit en grande colère et déclara qu'il ne remettrait plus jamais les pieds à Mannheim alors que cette ville avait joué un rôle très important dans sa carrière ce qu'il confirma le lendemain par courrier. Il alla rejoindre sa secrétaire Berta Geissmar et la mère de sa secrétaire qui vivait à Mannheim au lieu d'assister au banquet. D'après Berta Geissmar, la décision de Furtwängler et le fait qu'il avait préféré passer la soirée avec « ses amis juifs » (Berta Geissmar et sa mère) plutôt que d'assister au banquet avec les autorités de la ville fit grand bruit dans toute l'Allemagne ,,. Furtwängler ne retourna dans cette ville qu'après la guerre après que le monde musical eut été « dénazifié » le 20 mai 1954.
Dès cette époque, Heinrich Himmler souhaita éliminer Furtwängler et jusqu'en 1945 réclama sans arrêt qu'on envoie le chef d'orchestre dans les camps. D'autre part, Furtwängler continua à diriger de la musique de Mendelssohn comme les 12 et 13 février 1934 à Berlin alors que la musique du compositeur était totalement interdite par les nazis. La tension atteignit son point critique lorsqu'il dirigea le 11 mars 1934 l’œuvre Mathis Sinfonie de Paul Hindemith, alors qu'Hitler, qui considérait Hindemith comme un artiste « dégénéré », voulait interdire ses œuvres. En outre, Furtwängler soutint publiquement l'art d'Hindemith dans un article du 25 novembre de la Deutsche Allgemeine Zeitung : « le cas Hindemith ». Le 2 décembre, Furtwängler dirigea un concert : à son entrée et en présence de Goebbels et Hermann Göring, il fut applaudi pendant 25 minutes. L'affaire devint politique. Les nazis, qui comprirent que Furtwängler devenait un symbole pour leurs opposants politiques, se déchaînèrent contre lui et exigèrent qu'il se rétracte. La personne la plus remontée contre Furtwängler était Alfred Rosenberg, l'idéologue du parti nazi qui était bien décidé à remettre à sa place ce chef d'orchestre qui refusait de se plier au nouvel ordre allemand.
Furtwängler ne se rétracta pas et démissionna de toutes ses fonctions officielles. Göring refusa toutefois sa démission de Staatsrat de Prusse, arguant qu'il ne s'agissait pas d'un poste mais d'un titre et que ce titre n'était enlevé qu'aux criminels et aux voleurs. Goebbels obligea Furtwängler à démissionner de tous ses postes musicaux. Ainsi, Furtwängler ne fut plus le chef d'orchestre permanent de l'orchestre de Berlin durant la période 1934-1945 même si, après l'« accord » de 1935 il se remit à diriger l'orchestre. Furtwängler étant sur le point de quitter l'Allemagne pour la Suisse, mais les dirigeants nazis souhaitant toujours qu'il reste en Allemagne, il se vit interdire de quitter son pays.
Il avait toujours son passeport, contrairement à ce qui a été souvent dit, mais il n'était plus valable et il lui en fallait un nouveau avec l'autorisation des dirigeants nazis pour quitter son pays. D'après Berta Geissmar, Furtwängler se sentit presque soulagé et envisageait de travailler en Autriche et aux États-Unis. Mais, outre le fait que les nazis l'empêchaient de partir d'Allemagne, un très grand nombre d'Allemands lui envoyèrent des lettres de soutien et le suppliaient de ne pas les laisser seuls avec les nazis. Une partie du public boycotta les concerts de l'orchestre de Berlin en signe de protestation,,. La comtesse Marion von Dönhoff qui fut une résistante anti-nazie confirma après la guerre que la décision de rester en Allemagne fut une grande consolation pour tous ceux qui s'opposaient au régime nazi.

#### L'«accord» de 1935
Les dirigeants nazis laissèrent volontairement Furtwängler un bon moment dans une situation incertaine, refusant de le voir et de l'autoriser à quitter l'Allemagne,. Goebbels profita de l'absence de Furtwängler à la tête de l'orchestre de Berlin pour éliminer tous les « non-aryens » qui y travaillaient encore et que Furtwängler avait pu préserver jusque-là. En particulier, il réussit à faire partir Berta Geissmar d'Allemagne après un harcèlement moral continuel depuis deux ans,. Les dirigeants nazis avaient tout fait pour les séparer car ils avaient compris que sa fidèle assistante avait une très grande influence sur lui prenant souvent les décisions matérielles à sa place. Comme Winifred Wagner l'avait explicitement prévu, Furtwängler se sentait perdu sans elle et avait énormément de mal à prendre une quelconque décision,.
Le 28 février 1935, Furtwängler obtint enfin de Goebbels une entrevue. Furtwängler était viscéralement attaché à son pays,. À ce propos, sa femme rapporta plus tard que Furtwängler fut extrêmement choqué lorsqu'il apprit le suicide de Stefan Zweig en exil au Brésil en 1942 : il dit qu'« il le comprenait et qu'il aurait fait pareil ». D'autre part, les musiciens de son orchestre et son public ne cessaient de le supplier de rester. De son côté, Goebbels savait parfaitement que Furtwängler était opposé à la politique d'Hitler mais, comme le dictateur, il considérait que Furtwängler, au même titre que Hans Pfitzner et Richard Strauss, était un « trésor national » qu'il fallait conserver absolument en Allemagne (les trois musiciens apparaîtront dans la Gottbegnadeten-Liste en 1944 au plus haut niveau). Durant l'entretien, Goebbels exigea que Furtwängler fasse publiquement acte d'allégeance à la politique culturelle d'Hitler, ce qu'il refusa catégoriquement, ce qui est prouvé par plusieurs documents écrits de cette période retrouvés par F. Prieberg. Goebbels accepta finalement un compromis : Furtwängler resterait en Allemagne comme musicien apolitique, n'occupant aucun poste officiel. Précisément, au moment où Furtwängler, furieux, allait partir, Goebbels le retint et lui demanda s'il était prêt à reconnaître publiquement que c'était Hitler qui dirigeait la politique culturelle en Allemagne et que cela lui suffirait. Furtwängler lui dit que oui car c'était une évidence puisqu'Hitler était le dictateur qui dirigeait l'Allemagne. Mais comprenant que cela pouvait être dangereux, Furtwängler exigea que le communiqué soit clair sur le fait qu'il ne voulait avoir affaire en aucune façon à cette politique culturelle. L'accord oral fut conclu.
Le plus grand chef d'orchestre allemand allait donc rester en Allemagne : Goebbels fut très satisfait de cet accord, et se gaussa de l'incroyable naïveté politique des artistes. Ce dernier fit publier une annonce dans laquelle Furtwängler déclarait n'avoir eu aucune intention politique dans son article sur Hindemith. Furtwängler, inconscient de l'importance symbolique, n'insista pas pour qu'un autre communiqué public soit publié indiquant explicitement que Goebbels lui garantissait qu'il n'aurait pas à participer aux concerts officiels. L'« accord » fut cependant bien respecté car la cour en dénazification de Furtwängler ne compta en 1946 que deux concerts « officiels » sur toute la période nazie. Comme Berta Geissmar le déclara, l'annonce de Goebbels pouvait paraître, vis-à-vis de l'extérieur, comme une reddition du chef d'orchestre mais, en fait, correspondait à la volonté de Furtwängler de séparer art et politique et de rester en Allemagne pour aider les nombreuses personnes qui le lui demandaient. Alfred Rosenberg fut, d'ailleurs, furieux du communiqué. Il écrivit une lettre où il déclara qu'il s'agissait d'une provocation directe contre le National-Socialisme car Furtwängler ne s'était pas du tout excusé pour ses nombreuses critiques contre la politique nazie. Rosenberg chercha, en vain, à obtenir des excuses publiques du chef d'orchestre.
Furtwängler, qui pensait dès lors être dégagé de toute relation avec le régime, déchanta très rapidement. Le 25 avril 1935, il donna un concert à Berlin consacré à Beethoven. Le 3 mai, il dirigea le même concert. Goebbels lui fit annoncer très peu de temps avant le début du concert, et alors qu'il était déjà dans sa loge, qu'Hitler allait y assister. Un témoin rapporta qu'en apprenant la nouvelle, Furtwängler jeta le radiateur de sa loge contre un mur en hurlant. On lui transmit l'ordre qu'il devait faire le salut nazi. La discussion porta ensuite sur la façon de l'éviter à tout prix, Franz Jastrau l'intendant de l'orchestre lui conseillant de garder en permanence sa baguette dans la main droite,.
Hitler entra dans la salle et Furtwängler juste après sous un tonnerre d'applaudissement la baguette dans sa main droite. Alors que quelques Allemands faisaient bruyamment le salut nazi, Furtwängler commença le concert comme si de rien n'était. Hitler n'aurait jamais pu penser un tel affront possible mais fit bonne figure. Les quelques photos qui ont été conservées montrent Furtwängler, à la fin du concert, dans un état de confusion complète et ne sachant pas quoi faire de sa main droite qui gardait toujours sa baguette. Hitler, comprenant la situation, se jeta sur le podium la main tendue,. La photo de la « poignée de main », qui lui permettait de ne pas faire le salut nazi, fut largement diffusée par Goebbels. Ce dernier atteignit son objectif de laisser entendre que Furtwängler était un allié du pouvoir nazi.
En septembre 1935, Oskar Jölli, un baryton membre du parti nazi envoya une lettre à la Gestapo dénonçant les propos suivants de Furtwängler : « ceux qui sont au pouvoir doivent tous être fusillés, les choses ne changeront pas en Allemagne tant que cela ne sera pas fait. » Ces propos de Furtwängler furent rapportés à Goebbels et Hitler. Ce dernier supprima pour cette raison les engagements du chef d'orchestre jusqu'en janvier 1936 lors de l'anniversaire des cinquante ans du chef d'orchestre. Pour se « réconcilier » avec le chef d'orchestre, Goebbels et Hitler voulurent lui offrir une baguette d'ivoire et d'or ainsi qu'une rente annuelle à vie de 40 000 Reichsmarks pour son anniversaire ce qu'il refusa.
Début 1936, Furtwängler réussit à récupérer un passeport en règle. Les nazis, cherchant par tous les moyens à garder Furtwängler en Allemagne, ne le lui rendirent qu'au dernier moment en dépit de son insistance. Goebbels lui remit en mains propres le document, en lui disant explicitement qu'il pouvait partir mais que, dans ce cas, il ne remettrait plus jamais les pieds en Allemagne. Cela joua un rôle très important dans sa décision de rester, car cela signifiait qu'il ne pourrait plus jamais revoir les siens . Sa famille, surtout sa mère, qui mourut le 7 novembre 1944, a été très souvent évoquée pour expliquer le fait qu'il soit resté en Allemagne,. D'autre part, Furtwängler avait déjà cinq enfants, tous hors mariage, en 1935.

#### Le poste à New York et le piège de Göring
L'occasion de s'exiler se présenta toutefois, mais il fut piégé une seconde fois. En effet, on lui proposa de devenir chef principal de l'Orchestre philharmonique de New York, fonction à laquelle il aurait succédé à Toscanini à la condition qu'il ne joue plus en Allemagne que comme chef invité. C'est Toscanini qui proposa Furtwängler pour lui succéder à la tête du prestigieux Orchestre, montrant ainsi toute l'estime qu'il avait pour Furtwängler en tant que chef d'orchestre. Furtwängler accepta d'abord mais il était mis sous écoute par la Gestapo et Göring fut mis au courant. Alors que Furtwängler avait pris un bateau pour partir en vacances en Égypte, Göring fit paraître une dépêche annonçant que Furtwängler avait repris le poste de directeur musical à la Staatsoper. L'annonce déclencha un tollé aux États-Unis. La presse américaine se déchaîna contre lui, estimant que le chef d'orchestre allemand avait fait semblant d'accepter le poste à New York pour faire « monter les enchères » et obtenir une meilleure situation en Allemagne. Furtwängler, qui n'était au courant de rien et qui découvrit la presse américaine déchaînée contre lui, préféra rompre son contrat avec New York à son arrivée au Caire. Il n'accepta aucun nouveau poste, contrairement à ce qu'avait annoncé Göring.
Pour beaucoup, à l'extérieur de l'Allemagne, Furtwängler était devenu un partisan des nazis. En fait, comme il le répéta tout le reste de sa vie, Furtwängler n'avait en rien changé. Il était, alors, plutôt au bord du suicide : il écrivit, en effet, cette année-là dans son journal personnel : « la vie est aujourd'hui plus que jamais une question de courage. »
Il participa, en 1936, pour la première fois depuis 1931 au festival de Bayreuth. Il rencontra à nouveau Goebbels et Hitler qui vinrent assister aux concerts et voulaient le convaincre de jouer un rôle officiel en Allemagne. Friedelind Wagner était présente et raconta plus tard :

« Je me souviens qu'Hitler avait demandé à voir Furtwängler, et qu'il lui a dit sèchement qu'il devait dorénavant obéir au parti et servir la propagande, et Furtwängler refusa très explicitement. Hitler devint fou de rage et fit savoir à Furtwängler que, dans ce cas, il y aurait une place pour lui dans un camp de concentration. Furtwängler […] dit : « Herr Reichskanzler, au moins là-bas je serai en bonne compagnie. » Le Führer se mit hors de lui et quitta la pièce,. »

Il s'échappa ensuite dans les montagnes pour composer, alors que les Jeux olympiques d'été de 1936 se déroulaient à Berlin. Pendant l'hiver 1936-37, il cessa toute activité publique et se concentra à nouveau sur la composition, souhaitant demeurer dans un repos absolu. Il ne retrouva son orchestre que le 10 février 1937,.

## Les prémices de la guerre

### La résistance à la volonté des nazis

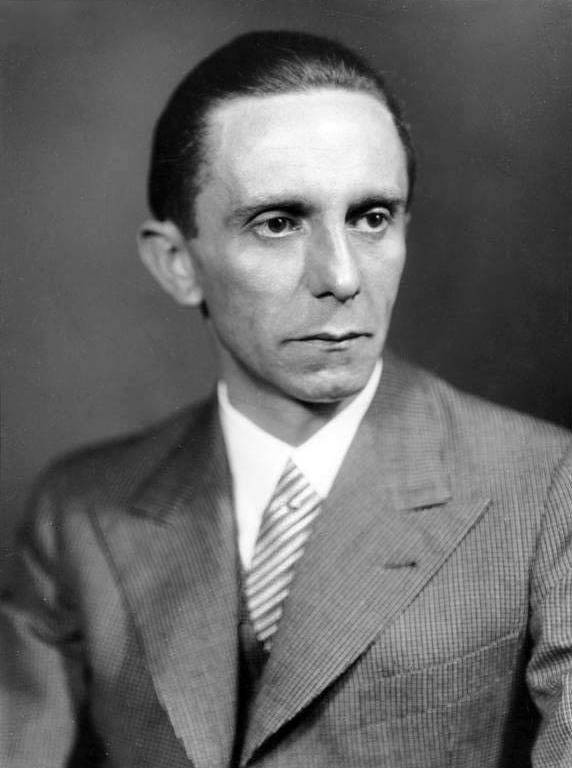
Joseph Goebbels. Il chercha par tous les moyens à conserver Furtwängler en Allemagne et à l'utiliser pour glorifier le peuple allemand.

Hitler et Goebbels savaient qu'il n'était pas fidèle à leur ligne politique : on trouve ainsi dans deux entrées du journal personnel de Goebbels datées de 1937, parmi d'autres :

« [Furtwängler] prend toujours parti pour les Juifs, et pour Hindemith. J'en ai assez. Ça m'agace vraiment et je m'énerve face à lui. Mais ça ne change rien. [...] Encore avec ces Juifs de demi-sang. Il en a toujours et toujours sous sa protection. »

De plus, Furtwängler incluait des musiciens juifs ou d'autres « non-aryens » durant ses tournées à l'étranger dans les années 1930. Ce fut le cas en France en avril 1934 où il dirigea des opéras de Wagner. Hans Mayer, un professeur en littérature, juif communiste exilé d'Allemagne, rapporta après la guerre que Furtwängler avait volontairement choisi une distribution constituée presque entièrement de Juifs ou de personnes chassées d'Allemagne durant ces concerts,. De la même façon, durant l'exposition universelle de Paris de 1937, Furtwängler réalisa une série de concerts wagnériens qui furent un triomphe. Goebbels fit annoncer dans la presse allemande que Furtwängler et Wagner avaient été plébiscités à Paris. En fait, ceux qui firent un triomphe à Furtwängler étaient précisément des exilés allemands, dont de nombreux Juifs, qui vivaient à Paris et qui considéraient Furtwängler comme un symbole de l'Allemagne anti-nazie. D'autre part, Furtwängler y refusa de diriger l'hymne allemand (nazi), et exigea que tous les swastikas soient enlevés de ses salles de concert. D'autre part, une délégation allemande se rendit sous l'arc de triomphe pour rendre hommage au soldat inconnu. Sur la photo prise pour l'occasion, on peut voir que Furtwängler est le seul allemand à ne pas faire le salut nazi (il a la main posée sur l'épaule). La photo fut d'ailleurs soigneusement conservée par la Gestapo apportant une nouvelle preuve que Furtwängler s'opposait à la politique nazie. D'autre part, les nazis se rendirent compte et se plaignirent que Furtwängler ne rapportait de ses tournées à l'étranger pas d'argent ; Ils crurent d'abord que Furtwängler dépensait tout pour lui puis réalisèrent qu'il donnait tout l'argent aux émigrés allemands. Ces derniers confirmèrent après la guerre que le chef d'orchestre leur donnait tout ce qu'il avait « jusqu'au dernier centime » lorsqu'il les rencontrait.
Furtwängler se refusa toujours à pratiquer le salut nazi et à diriger les hymnes nazis. Lorsque l'orchestre de Berlin jouait à l'étranger, il devait commencer le concert par l'hymne nazi Horst-Wessel-Lied. Comme purent le constater les Anglais et les Français durant la période 1935-1939, Furtwängler se faisait remplacer par l'intendant Hans von Benda et n'entrait qu'après dans la salle. Il refusa aussi systématiquement de signer ses lettres par 'Heil Hitler' même lorsqu'il s'adressait directement à Hitler. F. Prieberg a retrouvé toutes les lettres du chef d'orchestre au dictateur : il s'agit toujours de demandes d'audience pour défendre des musiciens juifs ou considérés comme « dégénérés ». Le fait qu'il refusait de signer par 'Heil Hitler' fut considéré comme un affront majeur par les dirigeants nazis et explique que beaucoup de ces demandes d'audience ont été refusées. Il aida de nombreuses personnes d'origine juive à échapper aux persécutions du régime : certaines ont d'ailleurs déclaré que Furtwängler leur avait sauvé la vie,,,. Furtwängler parvint aussi à protéger partiellement son orchestre de l'influence du national-socialisme : on y comptait relativement peu de membres du parti, et il fut beaucoup moins utilisé à des fins idéologiques que d'autres formations. 
Depuis l'arrivée d'Hitler, le festival de Salzbourg avait beaucoup de succès et devenait le centre des musiciens anti-nazis par opposition à celui de Bayreuth. Toscanini et Bruno Walter s'y produisaient très souvent. Hitler ne voulait pas que les musiciens allemands s'y rendent. Cependant, Furtwängler fut invité en 1937 pour diriger la Neuvième. Furtwängler accepta malgré l'opposition très ferme d'Hitler et de Goebbels. Arturo Toscanini, que Furtwängler rencontra au festival de Salzbourg de 1937 et qui ne lui avait pas pardonné de ne pas être allé à New-York en 1936, lui reprocha le contraire de ce que lui reprochaient les Nazis en disant : « quiconque dirige dans le IIIe Reich est un nazi ». Furtwängler lui répondit : « je suis le même qu'avant. [...] La musique va dans des contrées où la Gestapo ne peut pas espérer un seul instant se trouver. [...] Vous supposez que l'Art n'est rien d'autre que de la propagande pour le régime qui est déjà au pouvoir. Si je vous comprends bien, le régime nazi étant au pouvoir, je suis donc un chef nazi, sous un régime communiste, je serais un chef communiste, sous un régime démocrate, un chef démocrate... Non, mille fois non ! L'Art appartient au monde entier... »
Furtwängler rejouait au festival de Bayreuth depuis 1936 mais était encore en termes exécrables avec Winifred Wagner qui était très proche d'Hitler. Le 17 novembre 1937, il écrivit à Winifred Wagner une lettre très virulente l'accusant d'avoir trahi l'idéal artistique de Wagner en ayant appliqué des considérations raciales plutôt qu'artistiques dans le choix des musiciens du festival et en ayant « placé toute sa confiance dans les pouvoirs d'un régime dictatorial ». Il envoya une copie à Hitler, Goebbels et Göring de cette lettre. L'accusation était extrêmement grave pour celle qui se considérait comme l'héritière spirituelle de Wagner et attaquait aussi directement Hitler. Goebbels écrivit dans son journal qu'Hitler se mit dans une fureur considérable contre Furtwängler et qu'il voulait l'éliminer définitivement du festival de Bayreuth. Goebbels ajouta que ce serait une perte considérable pour Bayreuth. Comme Fred Prieberg le dit, fin 1937, Furtwängler n'avait en aucune façon cédé sur le fond face au nouveau régime et seules des personnes très mal informées pouvaient l'accuser de travailler pour les Nazis. Pour les dirigeants nazis, dont la présence culturelle de Furtwängler semblait indispensable à l'époque, le seul moyen de trouver une parade contre lui était de lui trouver un « remplaçant ».

### L'apparition de Karajan

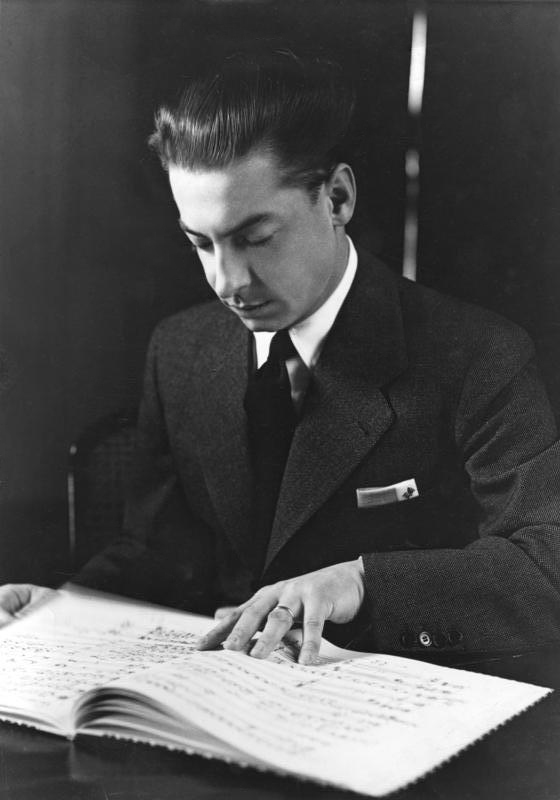
Herbert von Karajan en 1938. Il fut utilisé et lancé par Göring pour contrebalancer le poids culturel de Furtwängler.

Son premier combat en 1938 fut donc celui l'opposant à Herbert von Karajan. Les dirigeants nazis voyant que Furtwängler refusait de se plier à la nouvelle politique du régime, Göring chercha à cette époque à trouver un chef d'orchestre « idéal » qui aurait pu lui faire contrepoids : ce fut Karajan,. Ce dernier, extrêmement brillant, était prêt à beaucoup plus de compromis que son aîné, même s'il faut garder à l'esprit que Furtwängler avait plus de marge de manœuvre que Karajan en raison de son immense prestige et de l'admiration que Goebbels et Hitler lui vouaient. Göring organisa une grande campagne pour Karajan et contre Furtwängler. Un journaliste, Edwin van der Nüll, fut chargé d'écrire des articles pour glorifier le jeune chef d'orchestre. Il intitula l'un d'eux « le miracle Karajan » (« das Wunder Karajan ») en référence directe à l'article qui avait fait connaître Furtwängler lorsqu'il était jeune chef d'orchestre à Mannheim. D'autre part, la presse nazie reprochait à Furtwängler de ne pas adhérer aux nouvelles orientations politiques de l'Allemagne. Cette affaire faisait aussi partie d'une rivalité entre Göring et Goebbels, le premier souhaitant utiliser Karajan pour reprendre la main sur la vie culturelle allemande,. Cependant comme Fred Prieberg l'expliqua, le point principal n'était pas l'opposition entre Göring et Goebbels mais la nécessité pour les dirigeants nazis, Hitler compris, de trouver un contre-poids à ce vieux chef d'orchestre qui s'opposait obstinément à la politique du nouveau régime. Furtwängler finit par se plaindre directement à Goebbels qui parvint à arrêter la campagne de dénigrement dont il faisait l'objet. 1938 marqua le début de l'apparition de Karajan au tout premier plan de la scène musicale allemande et le début de la haine et du mépris obsessionnels que Furtwängler lui voua jusqu'à sa mort (il refusait souvent de l'appeler de son vrai nom, l'appelant « Herr K »),.

### Le choc de l'année 1938
L'année 1938 fut un tournant majeur dans l'histoire du Troisième Reich avec la succession des Accords de Munich, de l'Anschluss, et la radicalisation des lois raciales. Hitler mit en place un régime criminel à grande échelle qui allait mener à la Seconde Guerre mondiale et à des crimes contre l'humanité d'une ampleur sans précédent.
Furtwängler, comme l'immense majorité des Allemands et des Autrichiens, approuva l'union de l'Allemagne et de l'Autriche  mais il fut très affecté par les exactions qui s'organisèrent contre les Juifs et menèrent à la sinistre « nuit de Cristal ».
Audrey Roncigli rapporte que l'agent Andrew Schulhof le rencontra alors à Budapest :

« [Il n'avait] plus un sou en poche, [il était] perdu, j'ai même dû payer [son] ticket de train. On aurait dit, après la nuit de pogrom et des synagogues réduites en cendres, qu'[il avait] le sentiment d'avoir perdu tout ce qu'il avait fait pour ses amis juifs jusqu'alors. »

Berta Geissmar le rencontra à Paris cette année et écrivit qu'il était « grandement déprimé ». Friedelind Wagner le rencontra en décembre de la même année toujours à Paris. Ils discutèrent de savoir s'il devait rester ou quitter l'Allemagne. Elle décrivit Furtwängler comme « un homme très malheureux ». La brutalité du comportement des nazis cette année-là explique l'état de confusion dans lequel se trouvait le chef d'orchestre et le fait qu'il accepta quelques concerts ayant un caractère plus politique pour essayer de sauver ce qui était encore possible. Alors que durant la période 1935-37, ses concerts n'avaient aucun caractère politique suivant l'« accord » conclu avec Goebbels en 1935, il accepta un peu plus de concerts que lui demandait Goebbels à partir de 1938. F. K. Prieberg a prouvé en détail que Furtwängler accepta ces rares concerts avec pour objectif d'obtenir en compensation la protection de personnes ou de formations musicales. Il obtint, par exemple, la sauvegarde de l'Orchestre philharmonique de Vienne et parvint à garder les musiciens « demi-juifs » de cet orchestre. Le Philharmonique de Vienne disposait d'un statut particulier qui lui garantissait une très grande indépendance politique. Les nazis ne le supportaient pas et souhaitaient l'éliminer : ils voulaient que les musiciens de l'orchestre devinssent tous des soldats. L'orchestre appela à l'aide Furtwängler. Ce dernier essaya de trouver des appuis politiques et organisa deux grands concerts du Philharmonique de Vienne avec un programme purement autrichien devant Hitler à Berlin les 22 et 23 avril. Furtwängler réussit à faire changer d'avis Hitler et l'Orchestre fut préservé : ce dernier en conserva toujours une reconnaissance infinie vis-à-vis du chef d'orchestre. En revanche, il ne réussit pas à sauver les musiciens considérés comme « purs juifs » par les nazis qui moururent tous plus tard dans des camps d'extermination.
Goebbels voyait parfaitement le double jeu de Furtwängler : il en parle à plusieurs reprises dans son journal personnel. Mais il fermait les yeux car il considérait que le fait que Furtwängler joue à Vienne en 1938, à Prague ou Oslo plus tard donnait une « légitimité culturelle » à l'annexion de ces villes. Hitler s'en rendait compte également : il déclara que même si Furtwängler était infiniment supérieur à Karajan comme chef d'orchestre, il fallait garder ce dernier « en réserve » car Furtwängler n'était pas sûr politiquement. De son côté, non seulement Furtwängler ne dirigeait ces concerts que pour préserver certaines personnes ou formations musicales, mais ses programmes de concert avaient souvent un caractère « militant ». De même que pendant les années 1930, il faisait exprès de faire jouer des musiciens juifs dans ses tournées à l'étranger, il programma systématiquement de la musique autrichienne à Vienne alors qu'Hitler voulait précisément éliminer la spécificité culturelle de l'Autriche, prétendant qu'elle n'avait toujours été qu'une partie de l'Allemagne. À Prague, il joua systématiquement de la musique slave, : Má Vlast en 1939 et 1940 et la 9e symphonie de Dvořák en 1944.

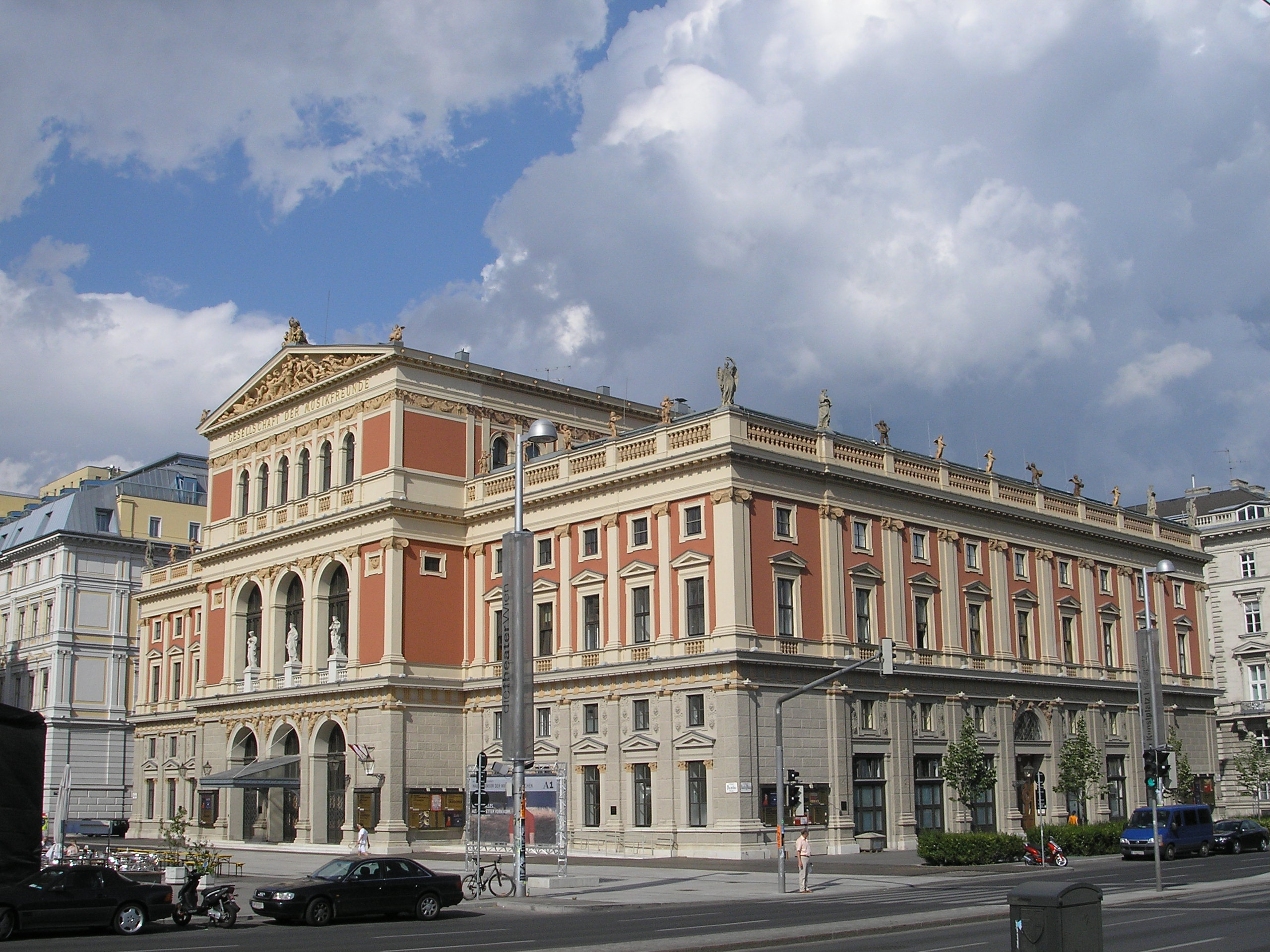
Le Musikverein, résidence de l'Orchestre philharmonique de Vienne.

Il dirigea Die Meistersinger von Nürnberg avec l'Orchestre philharmonique de Vienne à Nuremberg le 5 septembre la veille de l'ouverture des journées du parti nazi et ne fit donc pas partie du congrès nazi comme cela a souvent été écrit. En effet, Furtwängler avait exigé que le concert n'ait aucun caractère officiel, ce qui avait été accepté. Le concert eut lieu et c'est seulement le lendemain matin que le congrès s'ouvrit. D'un point de vue historique, Furtwängler n'a donc jamais dirigé un seul concert pour le parti nazi. Ce concert est l'un des deux (avec celui de l'anniversaire d'Hitler en 1942) qui lui seront reprochés le plus vivement après la guerre. En fait, Furtwängler dirigea ce concert uniquement dans le but de préserver ce qui pouvait l'être de la culture autrichienne. Outre l'existence de l'Orchestre philharmonique de Vienne (qui joua précisément à Nuremberg), Furtwängler cherchait des appuis politiques pour préserver le festival de Salzbourg et en faire un contrepoids à celui de Bayreuth qui devenait un sanctuaire du nazisme. En ce qui concerne ce dernier point, Goebbels s'y opposa et le projet de Furtwängler n'aboutit pas.
Furtwängler réussit à préserver l'indépendance de l'opéra de Vienne et à y faire placer Karl Böhm comme directeur, les nazis voulant subordonner complètement l'opéra de Vienne à celui de Berlin. Il intervint pour préserver la très prestigieuse collection d'instruments de la Société philharmonique de Vienne que Goebbels voulait faire transporter à Berlin. Pendant l'année 1938, Furtwängler sauva plusieurs musiciens juifs durant les nombreuses rafles qui eurent lieu, comme Carl Flesch et sa femme ou Heinrich Wollheim, un musicien de l'opéra de Berlin.

### Légion d'honneur
Le 20 février 1939, Furtwängler reçut la Légion d'honneur en France. Ce geste du gouvernement français tend à prouver que les chancelleries des démocraties occidentales savaient parfaitement que Furtwängler ne soutenait pas politiquement le régime nazi. Hitler fit d'ailleurs interdire la publication de cette nouvelle en Allemagne,,,.

## La guerre

### Attitude face aux exigences du pouvoir
En 1939, la seconde guerre mondiale commença et l'Allemagne envahit différents pays. Furtwängler n'a dirigé aucun concert aux Pays-Bas, en Belgique, en Pologne ni en France durant l'occupation. Il déclara après la capitulation française :

« Je ne jouerai jamais dans un pays comme la France, auquel je suis tant attaché, en me considérant comme un « vainqueur ». Je dirigerai à nouveau là-bas uniquement quand le pays sera libéré,. »

Goebbels essaya, à de nombreuses reprises, de faire jouer Furtwängler dans les territoires occupés. Comme Furtwängler avait déclaré qu'il ne dirigerait que s'il était invité et jamais pour des raisons de propagande, les Nazis obligèrent le chef d'orchestre français Charles Munch a lui envoyer une lettre d'invitation. Mais, ce dernier glissa en bas de la lettre « en accord avec les autorités d'occupation » qui permit à Furtwängler de comprendre la situation et qui refusa poliment l'invitation de Munch.
En avril 1940, Furtwängler se trouve à Copenhague où il doit diriger le Philharmonique d’Oslo et décide d’annuler son concert du 10 en protestation à l’invasion allemande.
Il dirigea néanmoins dans d'autres pays occupés, comme à Prague le 7 novembre 1940 et le 26 mars 1944, à Oslo et à Copenhague en mai 1943. Il choisit toutefois de commencer son concert à Prague du 7 novembre 1940 par Má Vlast de Bedřich Smetana. Audrey Roncigli commente :

« Cette œuvre Má Vlast, composée au cours de la deuxième moitié du XIXe siècle, était destinée à célébrer la résistance du peuple tchèque face aux Autrichiens. En 1940, l'envahisseur se nomme Hitler. Que Furtwängler programme cette œuvre en début de concert est considéré par Fred K. Prieberg, comme « une réelle prise de position pour les Tchèques opprimés,. » »

À Prague le 26 mars 1944, il dirigea la symphonie no 9 de Dvořák. Ce chef-d'œuvre absolu de la musique slave contient des airs inspirés des negro spirituals afro-américains. Jouer des musiques afro-américaines était interdit sous peine de mort à l'époque. Enfin, Furtwängler profita de son séjour à Oslo en mai 1943 pour écrire une lettre de recommandation adressée à Luschek, chef de la Sécurité de la ville d'Oslo qui permit à Issay Dobrowen, chef d'orchestre russe d'origine juive travaillant à Oslo, d'émigrer en Suède.
Pendant la période 1940-41, Furtwängler dirigea peu. Une des raisons tient au fait qu'il eut un accident en février 1941 en allant skier comme tous les ans. Furtwängler fut toute sa vie un grand sportif et un grand skieur,. Mais en 1941, pour la seule fois de sa vie, il eut un grave accident de ski,. Pendant huit mois, il ne parvint plus à lever le bras droit. Hitler lui-même se plaignit que Furtwängler ne pouvait plus rien diriger. Cet accident arrangea bien le musicien qui put reprendre de la distance par rapport au régime nazi.
La tension augmentant de plus en plus (la guerre mondiale, l'invasion de l'Union soviétique, la « guerre totale »), Furtwängler fut même contraint de participer à quelques concerts ayant clairement un caractère de propagande. Par exemple, il dirigea deux concerts dans deux usines dont l'un a été filmé. On y voit Furtwängler, entouré de gigantesques croix gammées, dirigeant l'ouverture de Die Meistersinger von Nürnberg devant des ouvriers semblant admiratifs. Il faut cependant fortement relativiser la participation de Furtwängler à la propagande nazie. Le troisième Reich a produit des films de propagande dans des proportions gigantesques. Or Furtwängler n'apparaît que dans deux bandes de moins de cinq et dix minutes, respectivement. En particulier, Joseph Goebbels avait pour projet, dès 1941, de réaliser un film gigantesque de propagande et il voulait absolument que Furtwängler y joue le rôle principal, estimant qu'il était le seul à pouvoir donner une dimension artistique transcendante. Furtwängler s'y opposa catégoriquement. Le film parut en 1944 sous le titre de Philharmoniker avec Richard Strauss, Eugen Jochum, Karl Böhm, et Hans Knappertsbusch mais sans Furtwängler. Le refus de Furtwängler contraria, une nouvelle fois, fortement Hitler. Goebbels avait un autre projet de film sur Beethoven où le chef d'orchestre devait jouer une nouvelle fois un rôle central mais comme Furtwängler lui répondit violemment : « vous avez tort, Monsieur le Ministre, si vous croyez pouvoir exploiter Beethoven pour faire un film de propagande », Goebbels abandonna définitivement le projet. D'autre part, Furtwängler avait parfaitement conscience d'être utilisé, parfois, contre son gré, à des fins de propagande. Il écrivit dans son carnet personnel en 1945 :

« C'est dans le concret (c'est-à-dire dans les cas particuliers) que j’œuvrais constamment contre la terreur national-socialiste et la politique de racisme. Ce que j'ai pu faire là justifie seul, à mes yeux, que je sois resté en Allemagne. Il y a une chose dont j'ai dû m'accommoder, et que j'ai dû accepter de subir, c'est la propagande national-socialiste. Plus que d'autres, j'y étais exposé. Car malgré toute son arrogance, le national-socialisme avait peu confiance en lui : il aimait utiliser pour son compte la grandeur d'autrui ou d'autres temps. On a fait de la propagande en mon nom parce que j'étais célèbre auparavant, de même que Wagner et Beethoven ont été récupérés,. »

Il écrivit dès 1940, à propos de la propagande de Goebbels : « Goebbels diffuse une propagande culturelle ouvertement et uniquement adaptée aux besoins du parti. Elle déchaîne une médiocrité sans bornes. Par là, une lutte contre toute tradition saine. » En ce qui concerne les doctrines raciales des nazis, Furtwängler ne changera pas d'un iota toute sa vie comme en témoigne, parmi bien d'autres, cette phrase qu'il écrivit dans son journal personnel sur le cas Wagner en 1941 : « Avons-nous le droit de mettre dans nos balances des qualités données par Dieu, telles que les différences de peuples et de races ? »
Dans un texte de son carnet personnel daté de 1941, Furtwängler dépeint certains des Allemands de l'époque de façon terrifiante : « dans l'un de ses écrits, Paul Ernst parle de ce phénomène singulier que la scolastique du Moyen Âge appelait « mort spirituelle », à savoir que dans un corps parfaitement sain l'âme peut mourir. 
Paul Ernst prend pour exemple le destin d'un peuple, l'ascension, l'apogée et le déclin de la civilisation. Or une telle évolution se rencontre aussi chez l'homme. Nous avons autour de nous des êtres qui nous regardent, mais dont les yeux sont vides ; leur âmes est morte sans qu'ils le sachent. Seuls s'aperçoivent de ce manque ceux qui ont conservé la leur, qui ont gardé la faculté de sentir si, dans les multiples occasions de la vie, dans les événements de l'histoire, dans les actions privées ou publiques de chacun, l'âme, c'est-à-dire l'homme dans sa globalité, est présente ou non. »
Winifred Wagner se rendit en Suisse au début de la guerre pour persuader sa fille Friedelind de revenir en Allemagne. Cette dernière était comme son père : elle détestait Hitler. Elle avait quitté l'Allemagne depuis longtemps. Elle rapporta que sa mère lui déclara qu'Hitler n'avait aucune confiance en Furtwängler et continuait depuis des années à ne pas l'aimer. Elle déclara que Göring et Goebbels étaient exaspérés à cause de ses efforts continuels pour aider « ses amis indésirables ».
D'une façon générale, malgré les pressions très fortes du régime pour faire jouer les musiciens préférés d'Hitler, Furtwängler a volontairement diversifié les compositeurs qu'il a dirigés en Allemagne comme durant ses tournées à l'étranger pour contrecarrer la politique culturelle nazie. Audrey Roncigli a réalisé une étude statistique des compositeurs choisis par Furtwängler : ce dernier a clairement diminué la proportion de concerts de Beethoven, Brahms, Strauss, Bruckner, Weber, Schubert durant la période nazie par rapport à la période de Weimar ou l'après-guerre pour introduire une proportion plus importante des compositeurs comme Ravel, Debussy, ou Stravinsky,. Audrey Roncigli conclut :

« l'image de Furtwängler vu après-guerre comme le chantre des compositeurs favoris du Reich est, dans l'ensemble, une erreur. »

### Le grand concert de 1942
En 1942, Furtwängler apparut dans le deuxième concert qui lui fut le plus reproché après la guerre, le premier étant celui de Nuremberg en 1938 : la Neuvième de Beethoven dans le cadre des festivités pour l'anniversaire d'Adolf Hitler (le concert eut lieu le 19 avril). Il existe un film de la fin du concert mais ce concert ne doit pas être confondu avec le célèbre enregistrement complet de la Neuvième par Furtwängler en 1942 qui date du 22 ou 24 mars bien qu'il semble proche musicalement.
En avril 1942, après la défaite de la Bataille de Moscou, Goebbels voulut organiser des festivités gigantesques pour fêter l'œuvre d'Hitler et galvaniser le peuple allemand. Il appela par téléphone Furtwängler, peu de temps avant, lui demandant de jouer la 9e avec l'Orchestre philharmonique de Berlin. Furtwängler prétexta qu'il n'avait pas assez de temps pour répéter. L'orchestre de Berlin connaissant très bien l'œuvre, l'argument n'était pas valable et la proposition de Goebbels se transforma en ordre. Furtwängler avait planifié des concerts pendant tout le mois d'avril en Autriche pour éviter l'anniversaire d'Hitler. Mais Goebbels fit annuler de force les concerts de Vienne autour du 19 en menaçant les organisateurs. La vision de Goebbels était très claire : il allait faire un discours gigantesque sur l'œuvre d'Hitler annonçant un avenir extraordinaire au peuple allemand, le tout se finirait par la « Neuvième » qui symboliserait la « joie » du peuple allemand devant cet horizon. Seul Furtwängler pouvait diriger une 9e extraordinaire, ce qu'il fit, mais dans un sens totalement opposé à ce que Goebbels avait imaginé et sans que ce dernier semble s'en rendre compte. En effet, si on a pu comparer cette « Neuvième » à la Chapelle Sixtine de Michel-Ange, c'est à la fresque appelée Le Jugement dernier qu'il faut penser. Comme le dit Sami Habra dans l'analyse qu'il fit de l'enregistrement de mars 1942 proche musicalement de celui, incomplet, d'avril :

« [Ce] concert est l'une des preuves flagrantes de la révolte de Furtwängler pendant les heures tragiques de l'Allemagne, quand les nazis essayaient d'enterrer le grand héritage musical allemand en tentant de l'utiliser pour leurs sinistres desseins. »

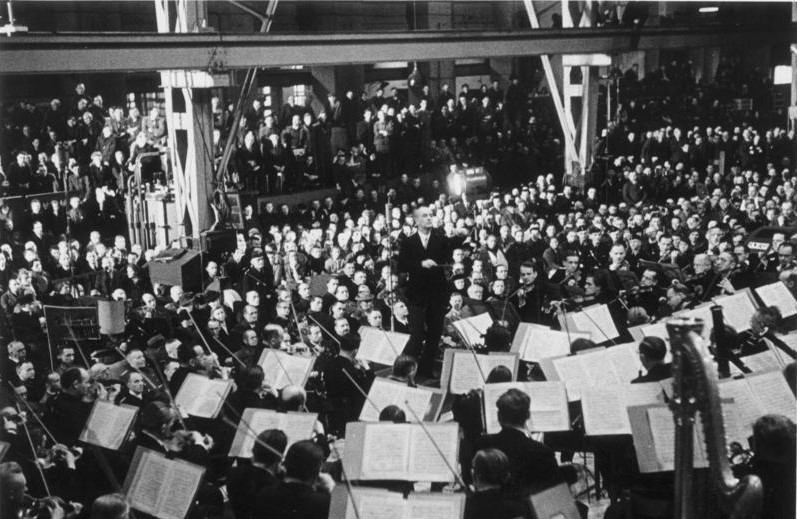
Furtwängler dirigeant Richard Wagner dans une usine pendant la guerre (à Berlin en 1942).

Comme l'ont souligné certains critiques, cette version de la Neuvième, loin de célébrer la Joie du peuple allemand, prit une dimension apocalyptique, comme si le chef d'orchestre annonçait aux dirigeants nazis la venue du Jugement dernier. 
Que le message de Friedrich von Schiller et Beethoven soit à l'opposé absolu de l'idéologie nazie, non seulement Furtwängler en avait parfaitement conscience, mais il l'écrivit explicitement dans son carnet personnel en 1935 :

« Quand on refuse le Brüder, über'm Sternenzelt (« Frères au plus haut des cieux ») ou Seid umschlungen, Millionen (« Soyez unis par millions ») de Schiller et de Beethoven pour une raison raciste, on refuse le meilleur de la germanité. »

Goebbels, que la haine raciale avait rendu sourd au message explicite de fraternité entre les peuples du texte de Schiller, ne comprit rien. Dans le film il semble très content de lui et de Furtwängler, applaudissant à tout rompre et allant ensuite serrer chaleureusement la main du chef d'orchestre. Il était devenu en effet traditionnel, depuis le concert avec Hitler de 1935, que le plus haut dignitaire nazi présent dans un concert de Furtwängler lui serre la main, ce qui permettait à ce dernier de ne pas faire le salut nazi obligatoire pour tous les musiciens. À la fin, Furtwängler semble s'essuyer discrètement la main droite avec un mouchoir. Ce geste, qui a fait couler beaucoup d'encre, était-il conscient, Furtwängler se sachant filmé ? Il existe peut-être un lien inconscient entre ce geste qui a été diffusé dans le monde entier et le fait que Yehudi Menuhin répéta toute sa vie que Furtwängler « avait les mains propres ». Toujours est-il que Furtwängler fut tellement traumatisé par sa participation à cet événement qu'il multiplia les certificats médicaux le mois d'avril de l'année suivante pour disparaître ; c'est le Docteur Johannes Ludwig Schmitt, un résistant membre du Cercle de Kreisau, qui lui écrivit un faux certificat médical. Cela lui permit d'éviter infiniment pire : non seulement l'anniversaire d'Hitler de 1943 mais un gigantesque « congrès » organisé par Goebbels en Turquie pour organiser une « force culturelle antijuive » où tous les artistes allemands furent mobilisés de force. Il semble que l'absence de Furtwängler à ce congrès scandalisa Heinrich Himmler et Hermann Göring au plus haut point. Furtwängler recommença en 1944 : il déclara dès le mois de mars à Goebbels qu'il était « mal portant »,. Goebbels comprit qu'il se moquait de lui. Il accepta qu'il ne joue pas pour l'anniversaire du dictateur mais lui demanda de jouer à Prague en échange, pour le cinquième « anniversaire » de l'annexion de la ville,. Furtwängler accepta mais Goebbels n'avait pas prévu qu'il y jouerait la 9e symphonie d'Antonín Dvořák.

### La condamnation à mort et la fuite
En 1944, la pression nazie devint insupportable et Furtwängler était en danger de mort. Il avait en effet des liens personnels avec des membres de la résistance allemande au nazisme : il connaissait bien Claus Schenk von Stauffenberg et son médecin, le Docteur Johannes Ludwig Schmitt, qui lui avait fourni de nombreux faux certificats médicaux pour éviter le plus possible les représentations officielles durant le IIIe Reich, était membre du Cercle de Kreisau. Rudolf Pechel, qui fut l'un des rares survivants des camps de concentration de la résistance allemande au nazisme, déclara que les résistants allemands étaient nombreux à se réunir pendant les concerts de Furtwängler durant la guerre. Graf Kaunitz, un autre résistant, le confirma après la guerre et déclara que « durant les concerts de Furtwängler, nous nous sentions comme la grande famille unie de la résistance ». Furtwängler fut soupçonné par les nazis d'avoir participé à l'attentat du 20 juillet 1944 contre Hitler. Furtwängler était en effet au courant de l'organisation de cet attentat mais n'y participa pas, comme il le déclara lors de son procès en dénazification. Goebbels, qui l'avait utilisé et protégé jusqu'à ce moment, reconnut la vérité sur Furtwängler en avril 1944 :

« Furtwängler n'a jamais été national-socialiste. Et il n'a jamais fait de mystère là-dessus […]. Et les juifs et les émigrés ont trouvé cela suffisant pour le considérer comme un des leurs, lui qui était dans une sorte d'« émigration intérieure » ; […] il n'a jamais changé d'avis sur nous,,. »

Furtwängler refusa catégoriquement de signer la pétition envoyée à tous les artistes allemands par Hans Hinkel sous les ordres de Goebbels pour soutenir sans condition Hitler après l'attentat manqué de juillet,. Après la mort sur le front de Richard Geyer, un jeune compositeur extrêmement doué, il écrivit une lettre très violente à Goebbels, l'accusant de détruire la véritable culture allemande à cause de ses doctrines raciales. L'accusation était très grave mais le chef d'orchestre s'était exprimé plusieurs fois en ce sens par le passé (en particulier dans la lettre de 1937 à Winifred Wagner). La lettre confirme une nouvelle fois que Furtwängler a toujours considéré depuis l'arrivée d'Hitler sur la scène politique jusqu'à la fin de la guerre qu'il y avait incompatibilité complète entre les doctrines nazies et ce qu'il considérait être la vraie culture allemande. 
Son comportement fut compris d'ailleurs dans ce sens par les nazis car il fut rayé de la Gottbegnadeten-Liste le 7 décembre 1944.
Il fut donc décidé qu'il ne survivrait pas à la fin du Reich. Fin janvier 1945, on laissa carte blanche à Himmler pour qu'il fasse arrêter le chef d'orchestre par ses SS, ce qu'il attendait avec impatience depuis 1933. Himmler et la Gestapo avaient, d'ailleurs, constitué un très long dossier sur Furtwängler listant toutes ses actions prouvant qu'il avait aidé des Juifs et s'était opposé à la politique nazie. Le dossier a, en grande partie, été perdu mais certains éléments ont pu être retrouvés comme le fait que Furtwängler transmettait de l'argent à ses amis juifs émigrés avant la guerre ou le fait que Furtwängler posait souvent les questions qu'il ne fallait pas poser comme : « Que pensez vous de la bataille de Stalingrad ? » et, surtout : « Que deviennent les Juifs qui sont déportés ? », « Que se passe-t-il dans les camps de concentration ? ».
Mais Albert Speer prévint Furtwängler le 11 décembre 1944 que sa vie était en danger et lui conseilla de quitter l'Allemagne,,. La seule réaction de Furtwängler à Speer fut de dire : « Mais comment le pourrais-je ? Que vont devenir mes Philharmoniker ? Je suis responsable d'eux. » Speer lui déclara que l'orchestre de Berlin n'était pas en danger. Toutefois, ce n'est pas Speer qui a « sauvé » Furtwängler. Il lui a donné le conseil de partir et lui a expliqué qu'Hitler avait l'intention de tout détruire en Allemagne (palais, églises, châteaux et toutes les usines que Speer avait fait enterrer pour les protéger des bombardements), ce qui horrifia Furtwängler au plus haut point. C'est le médecin de la femme d'Himmler (le docteur Richter) qui vint voir Furtwängler dans la plus grande discrétion et le prévint, fin janvier 1945, qu'Himmler allait le faire arrêter par ses SS. C'est à ce moment qu'il décida de partir pour Vienne et ensuite d'aller rejoindre sa femme en Suisse. Il déclara à son entourage à Vienne (précisément à Friedrich Schnapp, qui était chargé des enregistrements de Furtwängler pendant la guerre) qu'il reviendrait prochainement, en insistant si lourdement sur le fait qu'il allait revenir très bientôt que ses amis comprirent qu'il n'avait pas l'intention de revenir. Furtwängler se réfugia donc en Suisse, mais à l'arrivée à la frontière le 7 février 1945, ses papiers n'étaient évidemment pas en règle, les nazis ne souhaitant pas qu'il s'échappe : le douanier sembla s'en rendre compte mais laissa passer le chef d'orchestre. Furtwängler considéra toute sa vie que ce douanier lui avait sauvé la vie.
Le 30 avril 1945, Hitler se suicida. Les derniers nazis présents à Berlin cherchèrent, dans les archives de la ville, la musique la plus extraordinaire possible pour accompagner à la radio l'annonce de la mort du dictateur : ce fut l'adagio de la 7e de Bruckner enregistré par Furtwängler en 1942, ainsi qu'un extrait du Götterdämmerung de Richard Wagner lui aussi enregistré en 1942 par Furtwängler.

## L'après-guerre et l'acquittement

### La solitude et le soutien de grands musiciens juifs
Arrivé en Suisse, la situation de Furtwängler était très difficile. Tout d'abord, lui et sa famille étaient totalement dépendants matériellement d'amis qui les accueillirent durant les mois suivants. En effet, contrairement à une rumeur qui fut propagée dès cette époque par une partie de la presse helvétique, Furtwängler ne s'était pas du tout enrichi « colossalement » grâce aux nazis. Bien au contraire, comme il n'avait plus de poste officiel, il touchait peu d'honoraires,. D'autre part, Furtwängler refusa systématiquement les « cadeaux » qu'Adolf Hitler et Joseph Goebbels voulurent faire à « leur chef d'orchestre ». Entre autres, Goebbels voulut lui offrir une baguette d'ivoire et d'or ainsi qu'une rente annuelle à vie de 40 000 Reichsmarks en 1936 pour ses cinquante ans et Hitler voulut offrir une maison à Furtwängler en 1943 pour son second mariage avec Elisabeth le 26 juin 1943 à Potsdam. Les problèmes financiers sont évoqués dans le livre de cette dernière sur son mari. Ces amis semblèrent toutefois très heureux de subvenir aux besoins matériels d'un illustre invité. Il se rendit d'abord dans la clinique du controversé docteur Paul Niehans (de),.
D'autre part, alors que Furtwängler avait dû lutter depuis 1933 contre le régime hitlérien et que les nazis souhaitaient à l'époque le tuer comme traître, une partie de la presse helvétique se déchaîna immédiatement contre la venue de Furtwängler qui était considéré par eux désormais, et alors qu'il était très souvent venu en Suisse les années précédentes, comme un collaborateur nazi indésirable. Comme sa femme Elisabeth le raconta, le deuxième combat de sa vie débuta, interminable, celui pour sa réhabilitation. Les autorités helvétiques acceptèrent qu'il reste en Suisse mais à la condition expresse qu'il ne s'exprime pas publiquement. Cela l'empêcha de répondre aux attaques très violentes,, et souvent calomnieuses, dont il faisait l'objet désormais dans le monde entier surtout depuis que l'horreur absolue des camps d'extermination avait été révélée. Cette annonce rendait tout ce qui touchait de près ou de loin au régime nazi désormais insupportable. Elisabeth Furtwängler raconta le choc que représenta la découverte de ces camps par Furtwängler en 1945 : il en comprit d'autant plus l'extrême gravité qu'ils avaient clairement été organisés « au nom de l'Allemagne » comme il le dit et, donc, que cela touchait le cœur de son univers spirituel. Furtwängler se retrouva alors dans une situation dramatique car il se rendit compte que les nazis, après avoir voulu usurper l'héritage de la « vraie Allemagne », celle de Johann Wolfgang von Goethe, Friedrich von Schiller et Ludwig van Beethoven, avaient commis de tels crimes que les « vrais Allemands » auxquels il s'était toujours identifié, qui n'étaient pas nazis et étaient les héritiers de la « vraie Allemagne », allaient devoir porter eux aussi la responsabilité de ces actes. Cette question l'obséda en 1945 comme on le voit dans plusieurs pages de ses carnets personnels datées de cette année :

« L'Allemagne n'était pas une Allemagne nazie, mais une Allemagne dominée par les nazis[…] Rendre un peuple tout entier responsable des crimes commis dans les camps de concentration, c'est utiliser le schéma de pensée des nazis. Eux qui, pour la première fois, ont défini et appliqué la notion de responsabilité collective dans la question juive […] Je n'ai jamais compris la responsabilité collective. L'antisémitisme m'est aussi incompréhensible que le nazisme […] À l'extérieur de notre pays on n'a pas idée de l'aversion que ce système politique provoquait chez les hommes droits, en Allemagne depuis longtemps déjà […] Je connais le national-socialisme réellement […] Je sais ce dont ce système de violence et de terreur était capable. Et je sais combien le peuple allemand était en réalité loin de ce phénomène horrible, sorti de ses propres entrailles. Sinon je ne serais pas resté en Allemagne. Le fait que je sois resté est la meilleure preuve qu'il y a une autre Allemagne. »

Comme dans toutes les périodes de désespoir, Furtwängler se réfugia dans la composition : il finit sa deuxième symphonie et commença sa troisième. Cependant, plusieurs musiciens du plus haut niveau le comprirent immédiatement et prirent sa défense : en 1945, Yehudi Menuhin envoya un télégramme, resté très célèbre, au général Robert A. McClure (en) qui était représentant du gouvernement américain dans Berlin occupé :

« À moins que vous ne déteniez des documents compromettants vous permettant d'étayer vos accusations à l'encontre de Furtwängler [...], je me verrai forcé d'exprimer avec véhémence mon désaccord quant à la décision que vous avez prise de lui interdire de diriger. Cet homme n'a jamais été membre du parti, n'a occupé aucune fonction officielle après avoir démissionné de sa propre initiative de ses fonctions directoriales auprès de son orchestre [...]. En de nombreuses occasions, il a risqué sa vie et sa réputation en intervenant pour protéger amis et musiciens de son orchestre. Je ne crois pas que le fait de rester dans son pays, surtout pour se consacrer au travail qui était le sien et qui ressemblait à une sorte de « croix rouge » spirituelle ou à une mission pastorale, soit [...] de nature à justifier une condamnation. Bien au contraire. En tant que militaire, vous devriez savoir que rester à son poste requiert parfois davantage de courage que prendre la fuite. Il a sauvé [...] la meilleure part [...] qui puisse être de rédemption dans la culture allemande. [...] Ne sommes-nous pas, nous les Alliés, infiniment plus responsables d'avoir consenti, et cela de notre plein gré, à pactiser avec ces monstres jusqu'à la dernière minute, quand finalement [...] nous nous sommes précipités sans grand esprit chevaleresque dans ce combat, sauf bien sûr, la France et l'Angleterre qui ont eu le courage de déclarer la guerre avant d'être elles-mêmes attaquées ? [...] Je suis convaincu qu'il est gravement injuste et lâche de notre part de faire de Furtwängler la victime expiatoire de nos propres crimes. [...] Si cet homme dorénavant vieux et malade est prêt et impatient de se réatteler à sa tâche et à ses lourdes responsabilités, il devrait y être encouragé, car c'est précisément dans ce Berlin dont il est l'enfant qu'il peut être le plus utile. Si ce pays moribond parvenait à redevenir un membre honorable de la communauté des nations civilisées, ce serait grâce à des hommes, comme Furtwängler, qui ont prouvé qu'ils étaient capables de sauver au moins une partie de leur âme. [...] Ce n'est pas en les étouffant que vous parviendrez à vos fins. Vous auriez alors commis un acte de vandalisme aussi réel que celui de nature plus évidente qui consiste à lacérer des tableaux ou à massacrer des églises. »

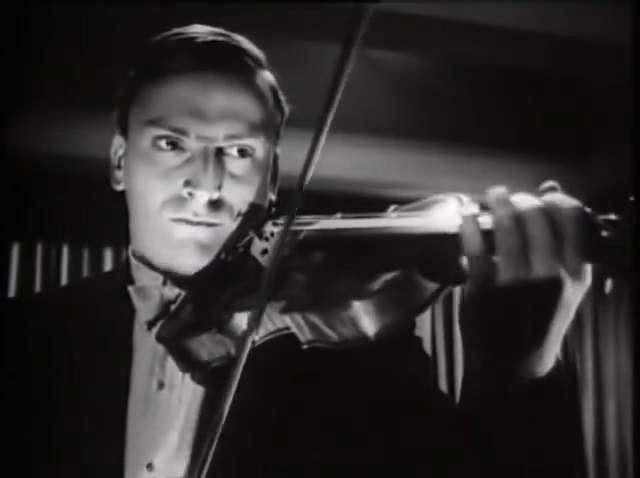
Conscient de l'aide que Furtwängler avait apporté à de nombreux juifs et de son opposition au Nazisme, Yehudi Menuhin vint dès 1947 à Berlin pour jouer avec Furtwängler les plus grands concertos du répertoire pour violon.

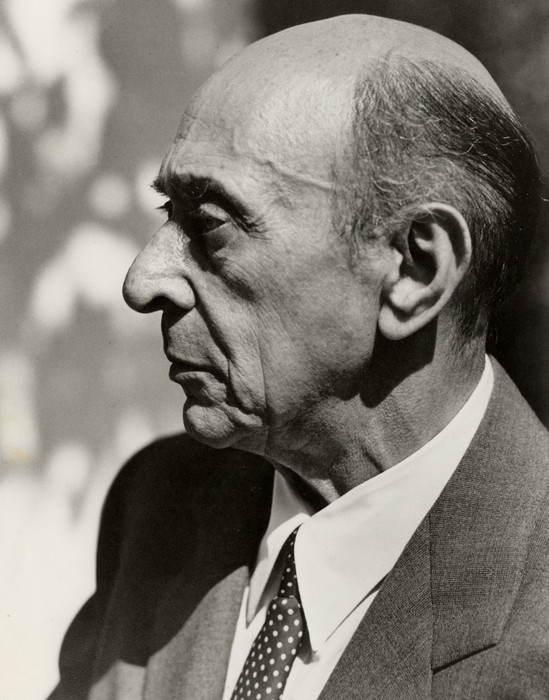
Arnold Schönberg. Schönberg demanda à Furtwängler en 1933 de rester en Allemagne « pour sauver l'honneur de la musique allemande ».

De même, Arnold Schönberg, qui avait lui-même conseillé à Furtwängler de rester en Allemagne pour « sauver l'honneur de la musique allemande », écrivit dans une lettre du 24 janvier 1946 à Kurt List un résumé de la psychologie de Furtwängler d'une déconcertante pertinence :

« Je suis d'accord avec vous sur Furtwängler. Je suis sûr qu'il n'a jamais été nazi. Il était l'un de ces vieux Deutsche-nationale de l'époque de Turvater Jahn, où l'on était nationaliste à cause de ces pays occidentaux qui s'étaient alliés à Napoléon. C'est plutôt une affaire de Studenten-nationalismus qui diffère beaucoup de l'époque de Bismarck et des suivantes où l'Allemagne n'était plus sur la défensive, mais un conquérant. Je suis également sûr qu'il n'était pas antisémite, du moins pas plus que tout autre non-Juif. Et c'est certainement un meilleur musicien que tous ces Toscanini, Ormandy, Koussevitzky et tous les autres. Il a un véritable talent et il AIME la musique. »

### Curt Riess, Berta Geissmar, le procès et l'acquittement
Furtwängler ne relevait pas des « commissions de dénazification ». En effet, il n'avait jamais été membre du parti nazi et avait démissionné en 1934 de toute fonction officielle. Le seul titre qui lui restait était celui purement honorifique de Staatsrat de Prusse. Hermann Göring l'avait nommé à ce titre le 8 juillet 1933 sans lui demander son avis. Furtwängler avait démissionné de ce poste en 1934 mais Göring avait refusé sa démission.
Février 1946, Furtwängler rencontra à Vienne un juif allemand du nom de Curt Riess qui avait fui l'Allemagne en 1933,. Ce dernier était musicien et écrivain, il écrivit d'ailleurs plus tard un livre sur Furtwängler. Riess était alors journaliste et correspondant en Suisse pour des journaux américains. Il pensait que Furtwängler était un collaborateur nazi et s'était opposé à ce que Furtwängler dirige en Suisse en 1945. Furtwängler demanda à le rencontrer et lorsque Riess eut étudié tous les documents concernant Furtwängler, il changea totalement d'avis. Comprenant que Furtwängler n'avait jamais été nazi et qu'il avait aidé de nombreuses personnes d'origine juive, il devint son « conseiller en dénazification ». Il s'ensuivit une longue amitié et Curt Riess passa les deux années suivantes à tout faire pour faire blanchir Furtwängler. Comme Roger Smithson l'écrit en conclusion de son article « Furtwängler, Les années de silence (1945-1947) » : « finalement le retour de Furtwängler à la direction d'orchestre fut très largement le résultat de l'habileté et de l'obstination de Curt Riess. Les admirateurs de Furtwängler ont envers lui une grande dette. »
Furtwängler voulait, au départ, que Curt Riess écrive des articles sur lui se fondant sur les nombreux documents qu'il lui avait fournis car Curt Riess était journaliste. Cependant, Curt Riess préféra aller lui-même rencontrer le général Robert A. McClure (en) qui était chargé du dossier de Furtwängler. Le général, après avoir rencontré Riess et avoir fait traduire en anglais tous les documents, reconnut qu'aucune charge sérieuse ne pouvait être retenue contre Furtwängler et qu'ils avaient fait une erreur concernant le chef d'orchestre qui était quelqu'un de très bien. Il demanda à Riess de bien dire à Furtwängler de ne surtout pas parler à la presse pour ne pas donner l'impression qu'il exerçait des pressions sur les forces alliées. Il déclara que l'affaire serait classée en quelques semaines. Riess envoya un télégramme à Furtwängler dans ce sens mais le télégramme mit énormément de temps à arriver à destination et arriva trop tard.
En effet, entre-temps, Furtwängler avait réalisé un impair très grave : il s'était rendu à Berlin qui était occupé par les soviétiques. Ces derniers le reçurent comme un chef d'État car ils souhaitaient récupérer celui qu'Arsenyi Gouliga, le représentant de l'Union soviétique au procès Furtwängler, appelait le « plus grand chef du monde » pour mener une grande politique culturelle à Berlin-Est sur fond de rivalité avec les États-Unis. Précisément, les Soviétiques proposèrent le poste de direction du Staatsoper Unter den Linden qui était en zone soviétique à Furtwängler. Le général Robert A. McClure (en) fut obligé de faire passer Furtwängler par la procédure normale de dénazification. Il expliqua, en effet, à Curt Riess, par téléphone, que sinon cela donnait l'impression que les Américains avaient cédé aux Soviétiques sur le dossier de Furtwängler,. Les autorités américaines savaient que le chef d'orchestre serait forcément blanchi, par la cour de dénazification. D'autre part, les autorités soviétiques déclarèrent que ce procès n'avait aucun sens et était « ridicule ». Ainsi, sur fond de guerre froide, Furtwängler, qui souhaitait absolument récupérer l'Orchestre philharmonique de Berlin qui était en zone d'occupation britannique,, fut obligé de passer par la cour de dénazification.
Lors de son procès, les charges d'accusations étaient très faibles : on lui reprochait une réflexion antisémite dirigée contre le chef d'orchestre Victor de Sabata (voir ci-dessous) et son titre de Staatsrat dont les autorités alliées avaient compris très vite qu'il était vide de contenu pour Furtwängler. L'accusation lui reprocha aussi deux concerts officiels. Furtwängler déclara que pour deux concerts qu'on lui avait « extorqués », il en avait évité soixante. Le premier concert est celui de Nuremberg du 5 septembre 1938. En fait, ce concert avait justement eu lieu la veille des journées du parti nazi car Furtwängler avait exigé qu'il ne fasse pas partie officielle de l'événement politique qui fut ouvert formellement le lendemain. Le deuxième concert eut lieu le 3 février 1938 pour la jeunesse hitlérienne. Il s'agissait d'une longue série de concerts présentés à Furtwängler comme un moyen d'intéresser la jeunesse à la musique classique. Mais quand Furtwängler réalisa que le concert prit une tournure officielle et que le public n'était pas formé que d'écoliers en uniforme mais de tous les dirigeants de la jeunesse hitlérienne, il refusa de diriger un second concert. Dans tous les cas, deux concerts officiels reprochés par la cour de dénazification sur la période 1933-45 représentaient très peu.
L'accusation avait cru détenir quelque chose de plus consistant car Hans von Benda, un ancien membre du parti nazi qui avait été le directeur artistique de l'orchestre philharmonique de Berlin pendant la période nazie et avait donc été en contact permanent avec Furtwängler durant de nombreuses années, voulait absolument témoigner pour accuser Furtwängler d'antisémitisme. Il déclara avoir entendu, lors d'une dispute avec un autre musicien allemand, que Furtwängler aurait dit : « un Juif comme Sabata ne peut pas jouer de la musique de Brahms ». Cette histoire tourna vite au ridicule : Furtwängler avait joué de la musique de Brahms avec de nombreux musiciens juifs (en particulier ceux de son orchestre). Il s'agissait soit d'une erreur soit d'un malentendu : Furtwängler n'avait probablement aucun sentiment antisémite vis-à-vis de Sabata. D'autre part, Hans von Benda fut obligé d'admettre qu'il n'était pas directement présent lorsque Furtwängler aurait prononcé ces paroles, et son témoignage ne fut donc pas pris au sérieux par l'accusation.

La raison du comportement de Hans von Benda était la suivante : il avait été renvoyé de son poste de directeur artistique de l'orchestre de Berlin le 22 décembre 1939 pour de nombreuses graves fautes professionnelles. Il avait souhaité saisir l'occasion du procès pour se venger de Furtwängler, l'estimant responsable de son renvoi car il aurait soutenu Karajan, version très vivement contestée par Furtwängler et sa femme.

De plus, l'historien Fred Prieberg a prouvé qu'au contraire, Hans von Benda, n'avait cessé d'envoyer des informations aux Nazis (pour le dénoncer) prouvant que Furtwängler aidait des Juifs et s'opposait à leur politique. 
Le juge, Alex Vogel, un homme connu pour être un communiste, ouvrit le procès, le 12 décembre 1946, par ces phrases : « les investigations ont montré que Furtwängler n'a été membre d'aucune organisation nazie, qu'il a essayé d'aider les gens persécutés à cause de leur race, et qu'il a évité […] les formalités telles que le salut à Hitler. »
L'accusation n'ayant pas beaucoup d'arguments, elle lança le procès sur une question annexe, : l'affaire Van der Nüll. Ce dernier était le journaliste téléguidé par Göring qui avait écrit des articles sur Herbert von Karajan en 1938 pour faire de l'ombre à Furtwängler. L'accusation émit l'hypothèse que Furtwängler avait demandé à Goebbels de punir Van der Nüll en l'envoyant sur le front russe où il serait mort. L'affaire épuisa une grande partie du temps des deux jours du procès, mais ne mena à rien de concluant : Van der Nüll n'était pas mort mais prisonnier en Belgique et comme il s'était écoulé au moins deux ans entre les articles et son séjour sur le front russe (l'opération Barbarossa débuta le 22 juin 1941), il n'y avait probablement aucun rapport entre les articles sur Karajan de 1938 et le fait que Van der Nüll soit allé sur ce front. En fait, Van der Nüll ne s'était même pas battu sur le front russe : il avait volontairement demandé à aller en Russie où il avait organisé des concerts pour les soldats allemands.
Deux des personnes principales qui préparèrent la défense de Furtwängler pour son procès en dénazification étaient deux Juifs allemands qui avaient dû fuir le régime nazi : sa secrétaire Berta Geissmar et Curt Riess. Les deux avaient un parcours très différent. Berta Geissmar connaissait personnellement Furtwängler et avait assisté à tous ses faits et gestes au début de la période nazie ; elle avait quitté l'Allemagne en 1936 mais était revenue d'exil. Curt Riess ne connaissait pas du tout Furtwängler et avait, au départ, un a priori très négatif sur le chef d'orchestre. Geissmar avait rassemblé des centaines de dossiers pour préparer la défense du chef d'orchestre, dossiers qui contenaient une liste de plus de 80 personnes juives ou non-juives qui avaient déclaré avoir été aidées ou sauvées par lui,,. Cette liste n'était pas exhaustive, mais elle concernait des cas où Geissmar avait réussi à trouver des preuves concrètes indiscutables. Parmi les nombreuses personnes concernées, il y avait des communistes, des sociaux-démocrates, ainsi que d'anciens nazis contre lesquels le régime s'était retourné,. La liste contenait tous les musiciens juifs de l'orchestre philharmonique de Berlin, Max Zweig, le neveu du chef d'orchestre Fritz Zweig (de), des solistes comme Carl Flesch, dont le fils déclarera que c'était Furtwängler qui avait prévenu sa famille des rafles vers les camps de concentration, Josef Krips, Arnold Schönberg, Otto Klemperer, Bruno Walter, Max Reinhardt, Hans Knappertsbusch,. Berta Geissmar avait transmis les documents au général Robert A. McClure chargé du procès Furtwängler, mais les pièces avaient mystérieusement disparu à Berlin, alors qu'elles devaient être remises au général de la zone d'occupation américaine. Curt Riess ne retrouva pas non plus ces documents dans les archives de Washington,. Furtwängler se trouva donc sans moyen de prouver l'aide qu'il avait apportée à de nombreuses personnes. Néanmoins, trois personnes d'origine juive avaient fait le déplacement à Berlin et certifièrent le 17 décembre 1946, deuxième jour du procès, que Furtwängler avait risqué sa vie pour les protéger. L'un d'eux était Paul Heizberg, ancien directeur d'opéra. Les deux autres étaient des membres de la Philharmonie.
Il fut aussi aidé dans sa défense par son ami le metteur en scène de théâtre Boleslaw Barlog, par le chef d'orchestre roumain Sergiu Celibidache et par des musiciens comme Hugo Strelitzer qui déclara :

« Si je suis vivant aujourd'hui c'est grâce à ce grand homme. Furtwängler a aidé et protégé de nombreux musiciens juifs et cette attitude prouve un grand courage car il le faisait sous les yeux des Nazis, en Allemagne même. L'histoire jugera cet homme,,. »

À la fin du procès, Furtwängler déclara notamment :

« Ma répugnance d'être utilisé contre mon gré par la propagande national-socialiste a dû pour moi s'effacer devant une préoccupation plus haute, qui était, dans la mesure de mes moyens, d'assurer la pérennité de la musique allemande et de continuer à faire de la musique avec des musiciens allemands, pour des auditeurs allemands. Ce peuple, celui de Bach et Beethoven, Mozart et Schubert, vivait sous un régime exclusivement voué à la guerre. Nul ne peut se permettre de juger ce qu'il se passait alors en Allemagne qui n'y aurait vécu à cette époque. Thomas Mann [qui était à l'époque très critique à l'encontre de Furtwängler] pense-t-il réellement que Beethoven n'aurait plus dû être joué dans l'Allemagne de Himmler ? Ne peut-il comprendre que jamais désir et même besoin n'avaient été plus ardents et plus douloureux d'entendre Beethoven et son message de liberté et d'amour fraternel, de le vivre, que celui des Allemands placés sous la terreur de Himmler ? Je ne regrette pas d'être resté avec eux. »

L'accusation reconnaissant elle-même qu'aucune charge d'antisémitisme ou de sympathie pour l'idéologie nazie ne pouvait être retenue contre le chef d'orchestre, Furtwängler fut acquitté le 17 décembre 1946. Précisément, il fut classé dans la catégorie 4, c'est-à-dire la catégorie « suivisme » qui ne donnait lieu à aucune poursuite.
Furtwängler n'a jamais réussi à exprimer clairement les raisons pour lesquelles il resta en Allemagne, même au cours de son procès en dénazification car il eut, toute sa vie, des difficultés insurmontables à exprimer clairement sa pensée et à tenir un discours rationnel très cohérent. Elisabeth Furtwängler a fourni nombre d'explications à ce sujet dans son livre sur son mari. Outre son attachement viscéral à l'Allemagne et à l'Orchestre Philharmonique de Berlin, elle expliqua que de nombreux Allemands qui s'opposaient au régime nazi le suppliaient de rester en Allemagne. Si tous les grands personnages allemands qui n'étaient pas nazis partaient, les chances qu'un changement politique se produise de l'intérieur devenaient impossibles. Certes, des personnalités comme Thomas Mann lui reprochèrent de rester sur place. Mais Furtwängler se sentait totalement lié à ceux qu'il appelait sans arrêt les « vrais Allemands. Berta Geissmar utilise ces mêmes termes avec la même signification à de nombreuses reprises dans son livre. Le fait qu'il soit resté pour les soutenir et les aider concrètement en sauvant même la vie de certains d'entre eux, juifs ou non-juifs, était infiniment plus important, à ses yeux, que de protester de l'extérieur. Il écrivit dans son journal personnel, en 1946, pour expliquer sa décision de rester dans son pays :

« Il y a deux choses : l'amour de mon pays et de mon peuple, qui est un élément affectif et viscéral ; et le sentiment d'avoir ici une tâche à accomplir — remédier à l'injustice. C'est ici seulement que l'on combat pour l'âme allemande. Dehors, on ne fait que protester. Ce qui est à la portée de chacun. »

### Le boycott de Chicago de 1948

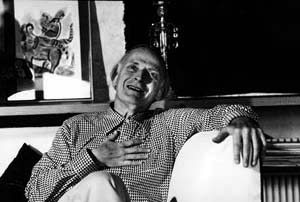
Yehudi Menuhin considéra toujours que l'attitude de Furtwängler pendant la période nazie avait été irréprochable.

L'année 1948 fut assombrie par un événement qui blessa vivement Furtwängler. Il fut invité pour diriger l'Orchestre symphonique de Chicago, la tournée étant prévue pour 1949 : il allait enfin pouvoir retourner pour la première fois aux États-Unis depuis 1927. En fait, Furtwängler, qui avait été échaudé par les États-Unis en 1925-27 et 1936, refusait d'y aller. C'est l'orchestre de Chicago qui insista longuement pour qu'il vienne, promettant que tout se passerait bien. Il finit donc par accepter après de nombreuses hésitations. Mais un groupe de musiciens de premier plan incluant les principaux chefs d'orchestre actifs en Amérique du Nord comme Arturo Toscanini, George Szell, Eugene Ormandy, ou des musiciens tels que Jascha Heifetz, Isaac Stern, Vladimir Horowitz, Gregor Piatigorsky et Arthur Rubinstein organisèrent une campagne pour empêcher la venue de Furtwängler et menacèrent de boycotter l'orchestre de Chicago, car ils reprochaient à Furtwängler d'être resté en Allemagne durant la période nazie. Arthur Rubinstein, qui avait perdu une grande partie de sa famille dans les camps d'extermination, déclara ainsi : « Si Furtwängler avait été un vrai démocrate, il aurait tourné le dos à l'Allemagne comme le fit Thomas Mann. Furtwängler est resté parce qu'il pensait que l'Allemagne gagnerait la guerre et, maintenant, il est en quête de dollars et de prestige en Amérique, et il ne mérite rien de tout cela. »
Comme le violoniste Nathan Milstein ou d'autres musiciens juifs comme Bruno Walter ou Heinz Unger, Yehudi Menuhin fut scandalisé par cette cabale : « je n'ai jamais rencontré d'attitude plus insolente que celle de ces trois ou quatre meneurs qui déploient des efforts frénétiques pour exclure de leur terrain de chasse de prédilection un illustre collègue. Leur comportement m'inspire plus que du mépris [...] De tous les musiciens allemands, Furtwängler est celui qui a opposé au nazisme le plus de résistance [...] Il a été dénazifié, on n'a pas le droit de le juger encore et encore,. » Menuhin raconta, beaucoup plus tard, que certains des principaux meneurs lui avaient avoué qu'ils savaient parfaitement que Furtwängler n'avait jamais été nazi et qu'ils avaient organisé ce boycott par peur de la concurrence que représentait sa venue en Amérique,. C'est également ce que pensait Curt Riess à l'époque, qui écrivit : « On a peur de Furtwängler, car on sait que, s'il revient aux États-Unis, on lui fera les meilleures offres. Les autres chefs d'orchestre savent qu'ils ont tout à perdre de sa venue ici. »
Furtwängler, qui dut annuler son voyage, fut profondément blessé par cette affaire, comme en témoigne le texte qu'il écrivit dans ses carnets personnels en 1949 : « cette protestation d'artistes contre un autre artiste est chose tout à fait nouvelle, une hérésie dans l'histoire de la musique […] elle bafoue la fonction d'un art unissant les peuples et servant la paix. […] Arthur Rubinstein […] ne me connaît pas […] car il saurait que c'est moi l'artiste resté en Allemagne, qui suis intervenu jusqu'à la fin en faveur de Juifs. »
Il fut particulièrement affecté par la participation de Gregor Piatigorsky qui avait fait ses débuts auprès de lui dans l'orchestre de Berlin et avec qui il avait gardé une relation amicale jusqu'à la fin des années 1930, par courrier ou en le voyant hors d'Allemagne. En fait, c'est Furtwängler qui avait lancé sa carrière internationale. Il l'avait rencontré dans un café russe de Berlin ; reconnaissant tout de suite son génie, il lui proposa le poste de premier violoncelle de l'Orchestre philharmonique de Berlin, poste qu'il occupa de 1924 à 1929. Piatigorsky revint, en partie, sur sa position sur Furtwängler dans son autobiographie, reconnaissant que Furtwängler était un musicien hors norme.

### Le «bouc émissaire»
Aucun artiste allemand n'a été autant critiqué que Furtwängler pour être resté en Allemagne durant la période nazie. Ces critiques n'ont jamais cessé et sont toujours d'actualité,,,. Les critiques reposent souvent sur des données relativement éloignées de la réalité: pour ne donner qu'un exemple Alain Lompech écrivait dans le Monde en 1999 qu'Hitler était venu lui-même donner « l'accolade » à Furtwängler lors du concert du 19 avril 1942 (voir ci-dessus): la vidéo de la fin du concert est désormais facilement disponible sur Youtube et on peut voir qu'Hitler n'était pas présent. De nombreuses rumeurs provenant de la fin de la guerre sont encore répétées régulièrement comme le fait que Furtwängler serait resté en Allemagne pour se faire une « fortune colossale » qu'il aurait mise dans un compte en Suisse (voir l'interview de Norman Lebrecht pour Deutsche Grammophon en 2020), version peu compatible avec le fait que Furtwängler ait dû se réfugier dans une clinique puis chez des amis après la guerre en Suisse pendant la période 1945-1946. L'une des critiques récurrentes est celle d'antisémitisme basée sur sa lettre publique adressée à Goebbels de 1933 (voir ci-dessus): sa distinction entre « bons et mauvais Juifs » quand il parle d’une lutte justifiée contre les « artistes déracinés et destructeurs qui ne cherchent à se faire valoir que par le kitsch ou la virtuosité » serait une preuve d'antisémitisme. Comme l'a expliqué l'historienne A. Roncigli à propos de cette lettre, elle fut considérée à l'époque comme une prise de position contre la politique anti-juive en particulier par Goebbels. L'historien K. Prieberg qui reproduit la version complète de la lettre y voit même une preuve que si les concepts de nation et de patriotisme avaient pour Furtwängler un sens profond, « il est clair que la race ne signifiait rien pour lui ». En effet, s'il parle bien de bons et mauvais Juifs, il dit que la distinction s'applique aux non-Juifs (partie de la phrase toujours absente chez ceux qui critiquent Furtwängler) et que des musiciens Juifs comme Joseph Joachim ou Mendelssohn font pleinement partie de la grande tradition musicale allemande et donc que l'on peut être juif et faire partie de la plus grande tradition culturelle allemande. Furtwängler est aussi souvent présenté comme un conservateur qui aurait été content de l'arrivée au pouvoir d'Hitler après l'instabilité du régime de Weimar. Au contraire, Furtwängler avait le plus grand mépris pour Hitler et se rassurait en 1932-1933 en pensant qu'il ne jouerait aucun rôle dans la politique allemande. 
Fred Prieberg a analysé les nombreuses attaques contre Furtwängler, expliquant que le phénomène était particulièrement étonnant : Furtwängler fut infiniment moins compromis avec le régime nazi que des musiciens comme Richard Strauss et surtout Herbert von Karajan. D'autre part, toutes les sources, en particulier celles provenant de Juifs allemands ou des dirigeants nazis, prouvent que Furtwängler a combattu sans arrêt la politique raciale des nazis et aidé de nombreuses personnes juives. F. Prieberg a expliqué que Furtwängler a fait l'objet d'un phénomène de « bouc émissaire »,.
Yehudi Menuhin avait déjà parfaitement pressenti ce qui allait se passer lorsqu'il avait déclaré dans son télégramme en 1945 au général Robert A. McClure qu'il serait « gravement injuste » que Furtwängler serve de « victime expiatoire de nos propres crimes ». Comme Fred Prieberg, Audrey Roncigli et Yehudi Menuhin l'ont remarqué : on a reproché à Furtwängler d'avoir « pactisé avec le diable », or c'est exactement ce qu'ont fait les puissances alliées (démocraties occidentales et Union soviétique) avant d'être précipitées de force dans le conflit,. Alors que ces dernières avaient le pouvoir d'arrêter Hitler, Furtwängler a fait ce qui était possible à son échelle, c'est-à-dire en protégeant et aidant des musiciens allemands.
Fred Prieberg a analysé de nombreux exemples d'attaques très virulentes contre Furtwängler dans le premier chapitre de son livre. Ces attaques révèlent une totale ignorance des faits historiques, les critiques se fixant sur certains détails sortis de leur contexte. On lui a reproché, par exemple, son titre de Staatsrat de Prusse faisant de Furtwängler « le grand ami de Göring ». Or, Göring l'a nommé à ce titre purement honorifique sans lui demander son avis en 1933. Furtwängler l'a accepté uniquement pour avoir un peu plus de poids en Allemagne justement pour essayer d'infléchir la politique raciale du moment. Comme Berta Geissmar, la secrétaire juive de Furtwängler elle-même l'a dit, cela aurait été une grave erreur de le refuser. Furtwängler a démissionné de ce poste en 1934, mais sa démission a été refusée. Ainsi, il a traîné jusqu'à la fin de la guerre ce titre qui était vide de tout contenu. De plus, non seulement Göring n'était pas son ami mais c'est lui qui a précisément monté la campagne contre Furtwängler en 1938 en mettant au premier plan Karajan. Un autre exemple est donné par l'historien Ludolf Herbst qui dans son histoire de la seconde guerre mondiale écrivit une seule phrase sur Furtwängler « Furtwängler a dirigé des concerts dans des usines pour soutenir l'idéologie national-socialiste ». Fred Prieberg et Audrey Roncigli déclarèrent que si la phrase est historiquement correcte (il s'agit de deux concerts l'un le 21 décembre 1939 et l'autre le 26 février 1942 dont il existe un petit film), ils déclarent que mentionner uniquement cette information est une grave falsification historique. Furtwängler fut aussi présenté comme la figure de proue de la propagande nazie. Or, il n'apparaît que dans deux films de moins de cinq et dix minutes alors que l'Allemagne a produit des films de propagande dans des proportions gigantesques et que Furtwängler a tout fait pour les éviter (avec succès dans le cas du grand film les Philharmoniker).
Un autre exemple trahit la culpabilité de ses critiques et leur volonté de l'utiliser pour l'exorciser : le chef d'orchestre suisse Ernest Ansermet fut très étonné de constater, en 1945, que les attaques contre Furtwängler vinrent surtout de la suisse alémanique c'est-à-dire de la partie de la Suisse qui se sentait la plus proche culturellement de l'Allemagne et qui avait toujours fait un triomphe à Furtwängler jusqu'alors. La presse alémanique lui reprocha de s'« être enrichi colossalement pendant la période nazie » et de ne rien avoir fait pour aider les Juifs, ce qui, d'un point de vue historique, est faux. C'est donc Ernest Ansermet, un Suisse romand qui, selon les biographes, avait « bouffé du boche » pendant toute sa jeunesse, qui prit publiquement sa défense et qui intervint auprès du gouvernement helvétique pour que le chef d'orchestre allemand puisse rester dans son pays .
Les raisons pour lesquelles les attaques se sont centrées sur Furtwängler ont été expliquées en détail par Fred Prieberg. Tout d'abord, Furtwängler ne contre-attaquait jamais. Il n'a jamais attaqué personne en justice même quand les accusations étaient très grossièrement fausses. D'autre part, il faisait savoir sans arrêt qu'il était profondément blessé par ces attaques. Beaucoup plus important, est le fait que Furtwängler « était un symbole ». Aucun musicien ne symbolisait plus que lui la musique et donc la culture allemande. On le considérait et il se considérait comme l'incarnation, la conscience morale, de la culture allemande de Goethe, Schiller et Beethoven. Il considérait les Nazis comme des usurpateurs et se considérait comme le gardien de la « vraie Allemagne » et des « vrais allemands ». Prieberg expliqua que cela faisait la force et la faiblesse du chef d'orchestre. Il fut, pour cela, le plus grand interprète de la musique allemande mais c'est aussi l'une des raisons principales pour lesquelles il s'obstina à rester le plus longtemps possible dans son pays.
André Tubeuf le résuma très bien :

« [C'est sur] Furtwängler que pesa l'interdit le plus lourdement et douloureusement que sur aucun musicien allemand [...] Mais c'est justice, au fond : il était plus musicien allemand qu'aucun musicien. Substantif et qualificatif, dans ce cas, étaient indissociables. Il dut expier d'autant plus. »

Outre le fait qu'à travers Furtwängler, c'est le procès de la culture allemande que l'on faisait et que l'on projetait sur lui et sur son pays toute responsabilité des autres pays, Menuhin a témoigné que certains musiciens, surtout aux États-Unis, amplifièrent les critiques pour éliminer la concurrence de ce chef d'orchestre à la présence artistique écrasante. L'impact de ces campagnes en Amérique joua un rôle très important dans l'image de Furtwängler dans les pays anglo-saxons jusqu'à présent.
Après la guerre, lors d'une réception à New York, quelqu'un demanda à Toscanini qui était le plus grand chef d'orchestre au monde à part lui-même. Le Maestro hésita puis essaya de changer de sujet. Mais comme la personne insista, il se mit très en colère et cria : « Furtwängler » et quitta immédiatement la salle.
À la fin de sa vie, Yehudi Menuhin résuma toutes les critiques contre son ami de la façon suivante :

« Ce fut sa grandeur qui attira la haine... »